# Biserica de lemn din Schitul Valea Neagră

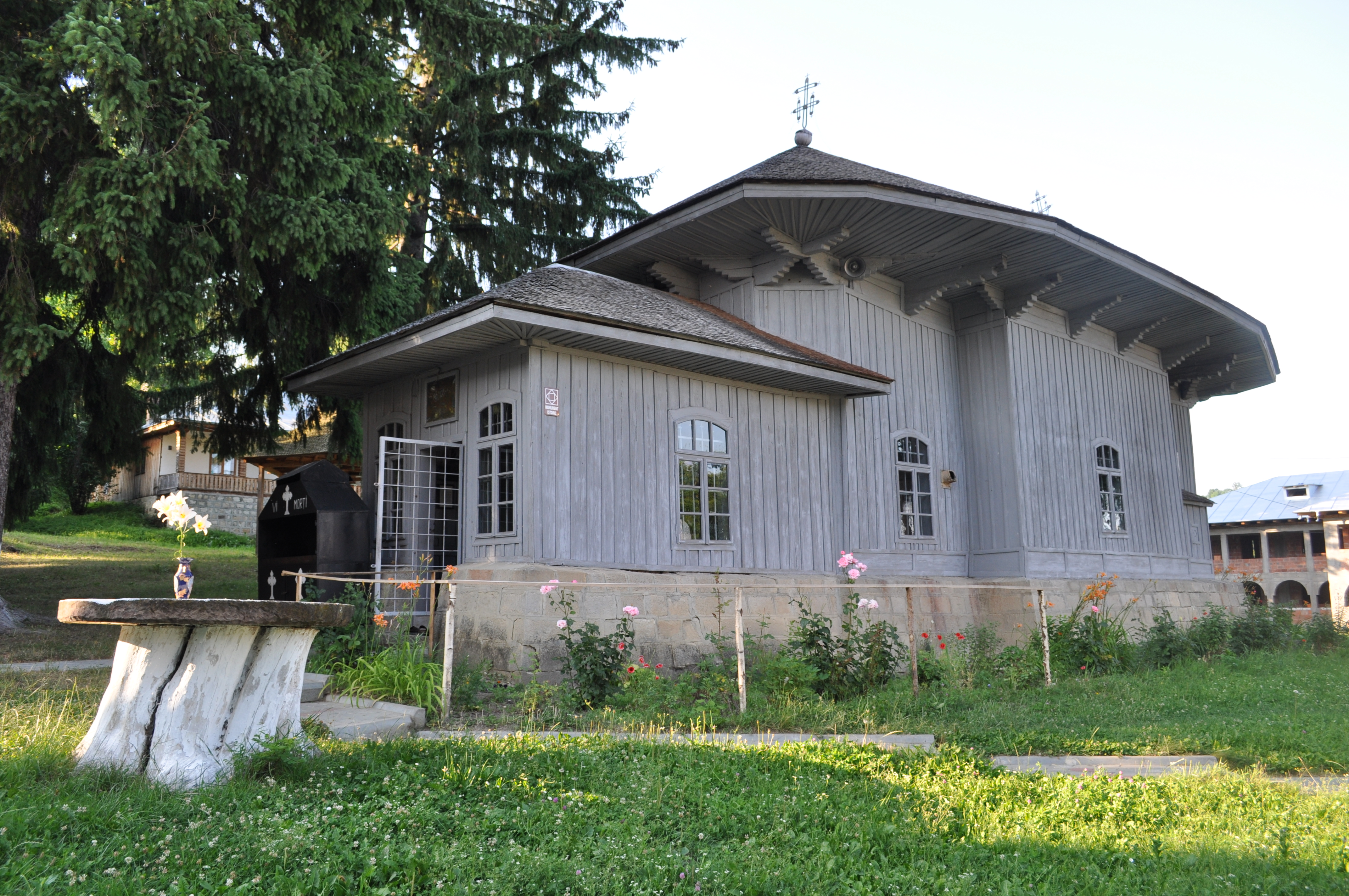
Biserica de lemn „Adormirea Maicii Domnului” a Schitului Valea Neagră, comuna Nistorești, județul Vrancea, foto: iulie 2011.

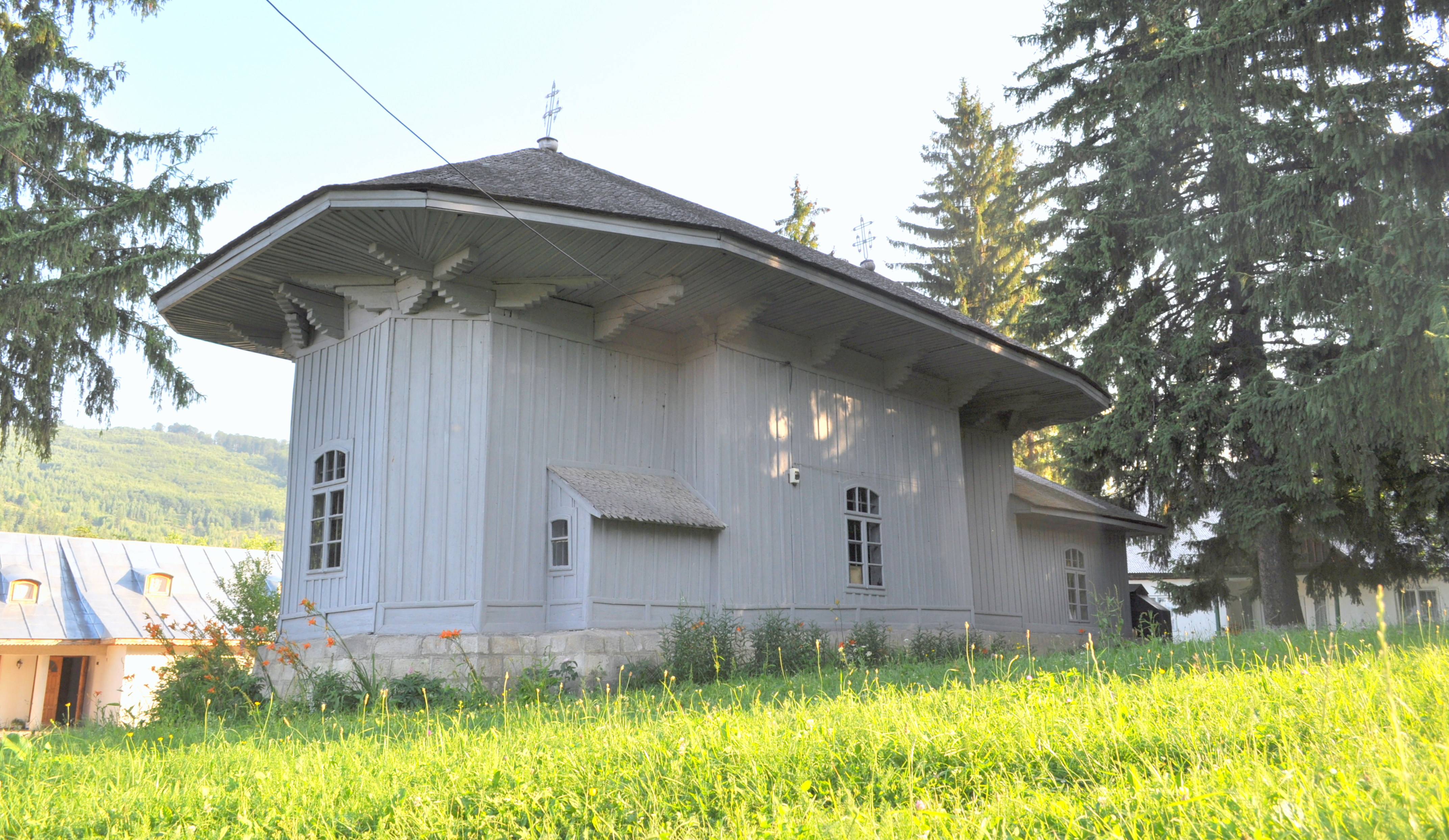
Biserica (nord-est),

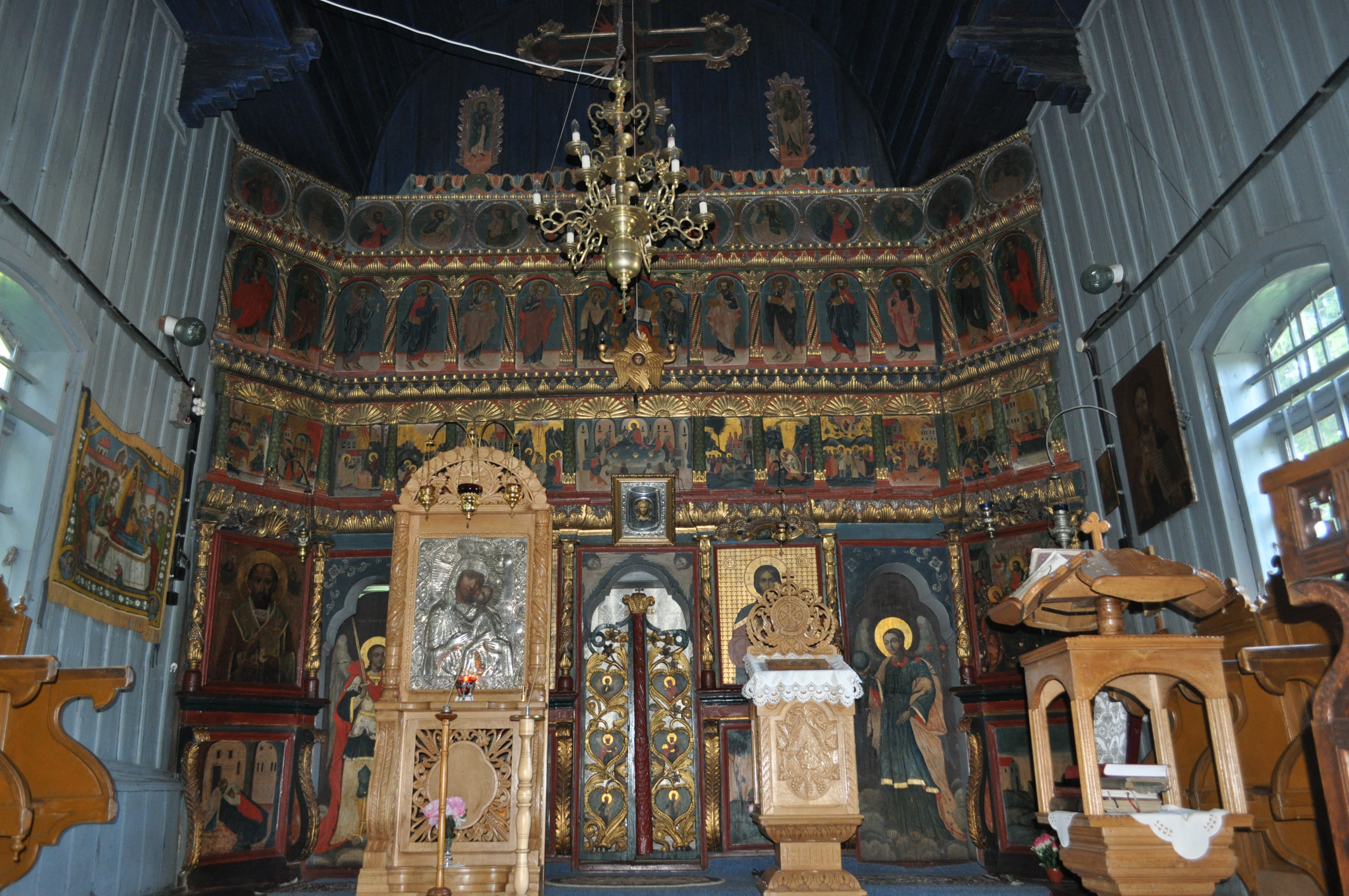
Interiorul navei

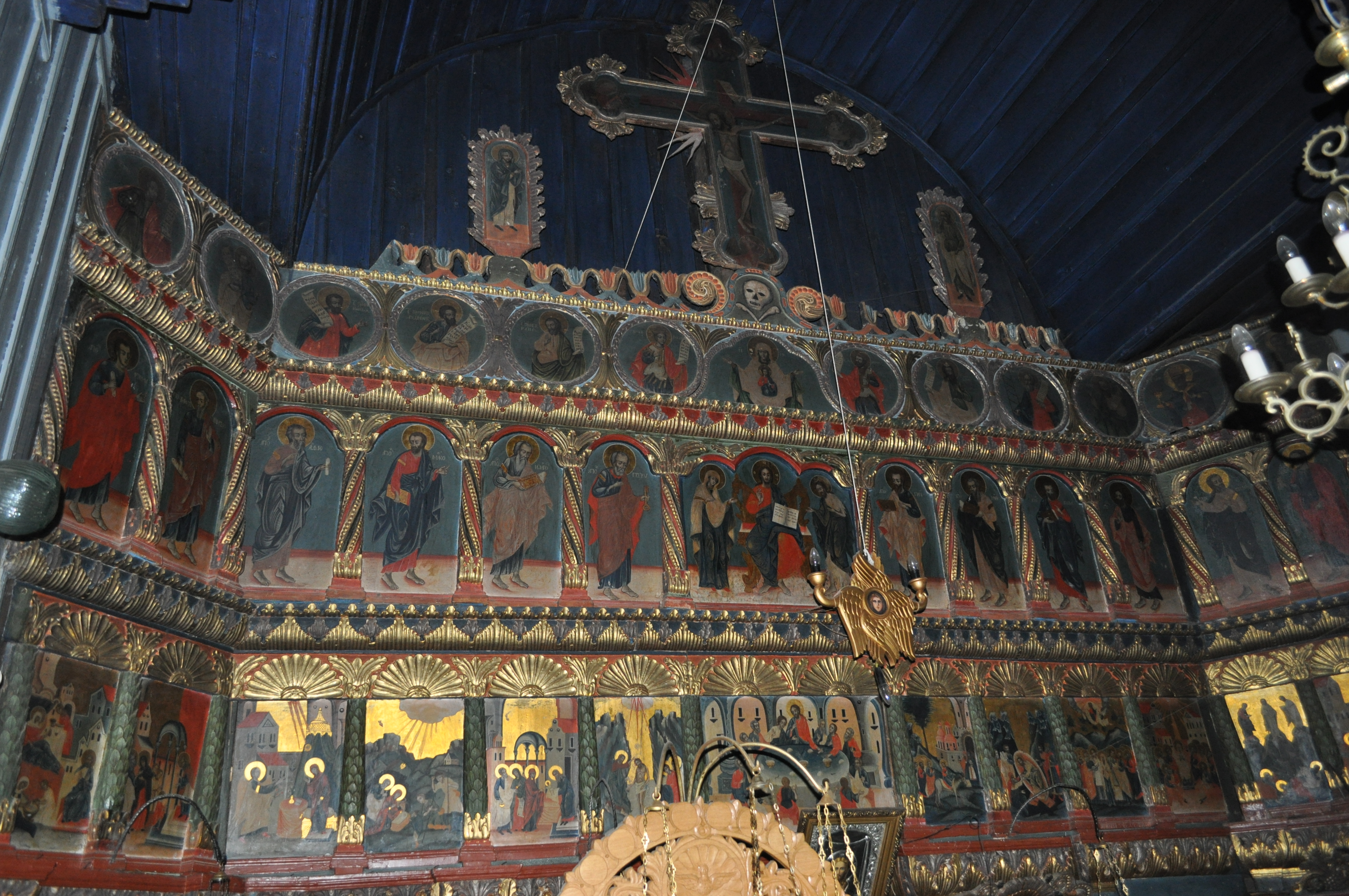
Catapeteasma din lemn sculptat și aurit

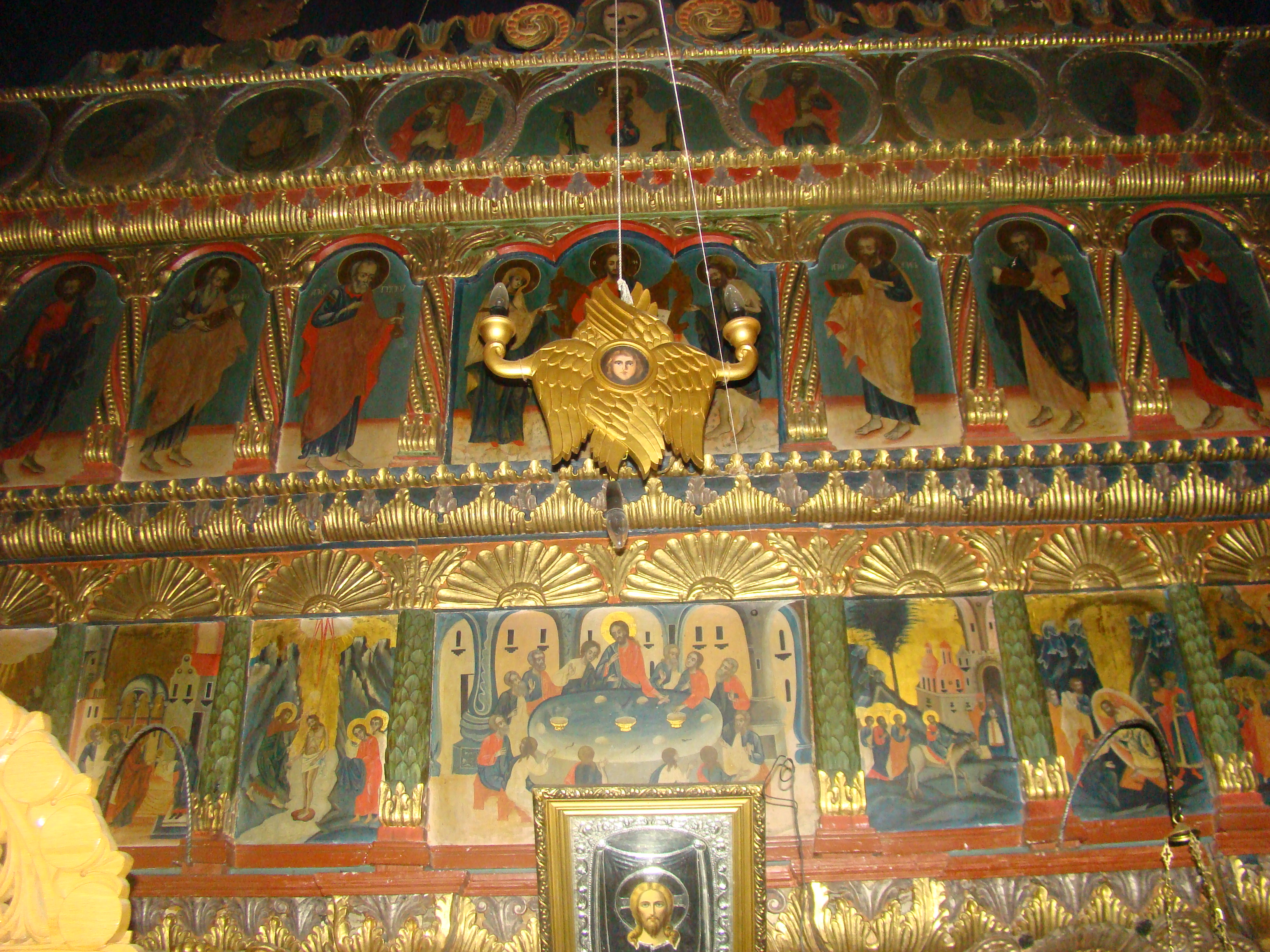
Catapeteasma din lemn sculptat și aurit

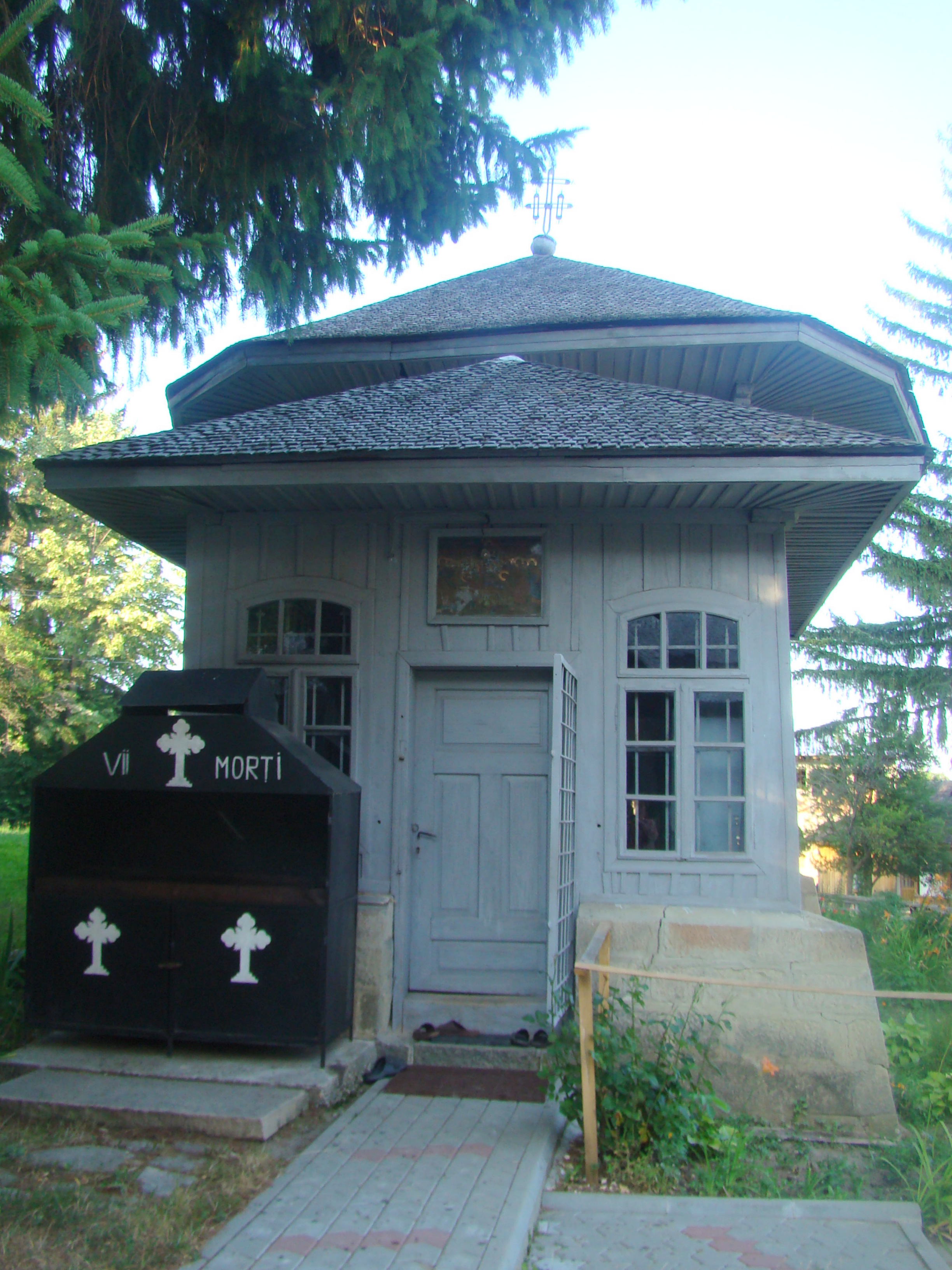
Intrarea în biserică

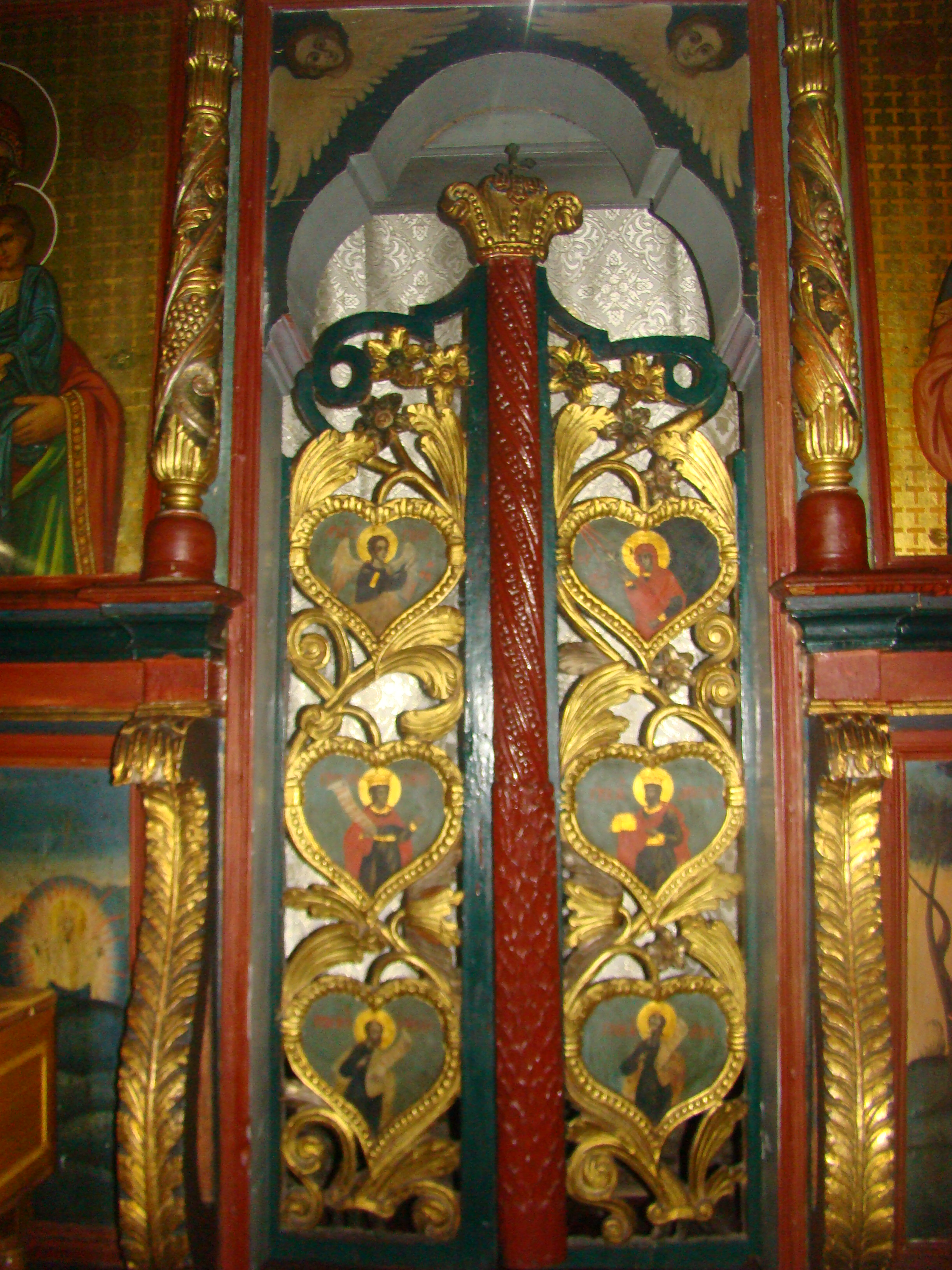
Ușile împărătești

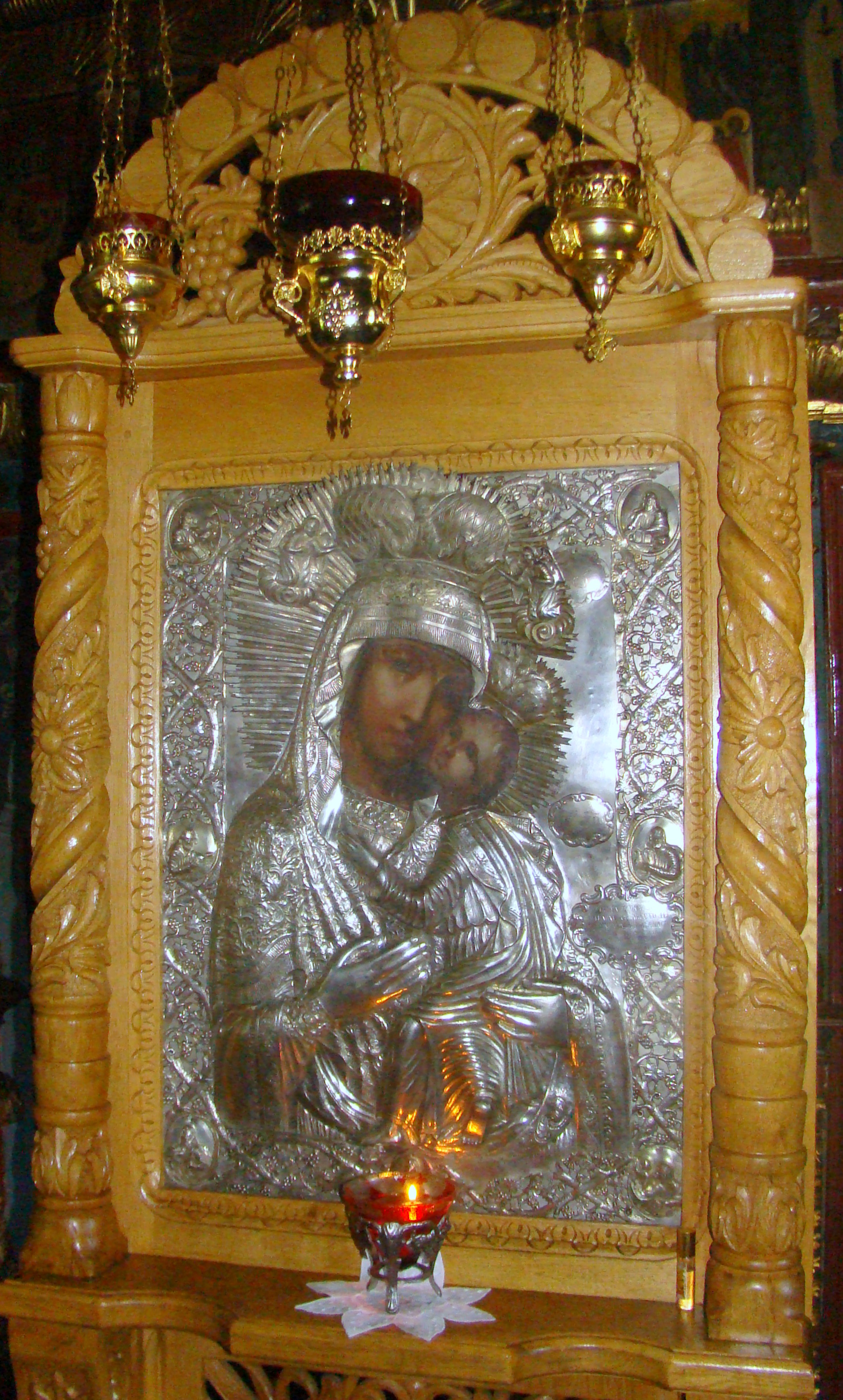
Icoana Sfintei

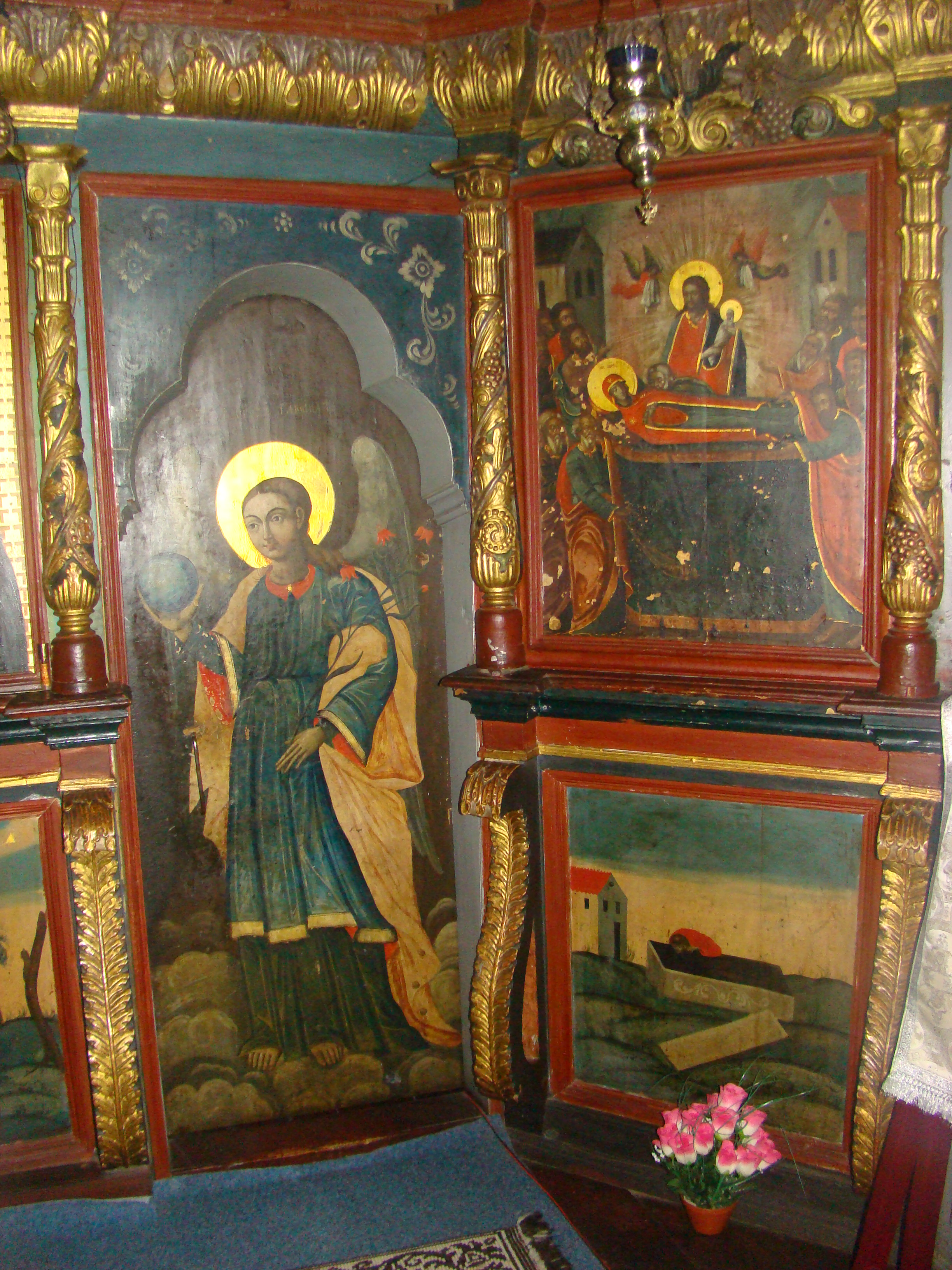
Ușă diaconească și „Adormirea Maicii Domnului”

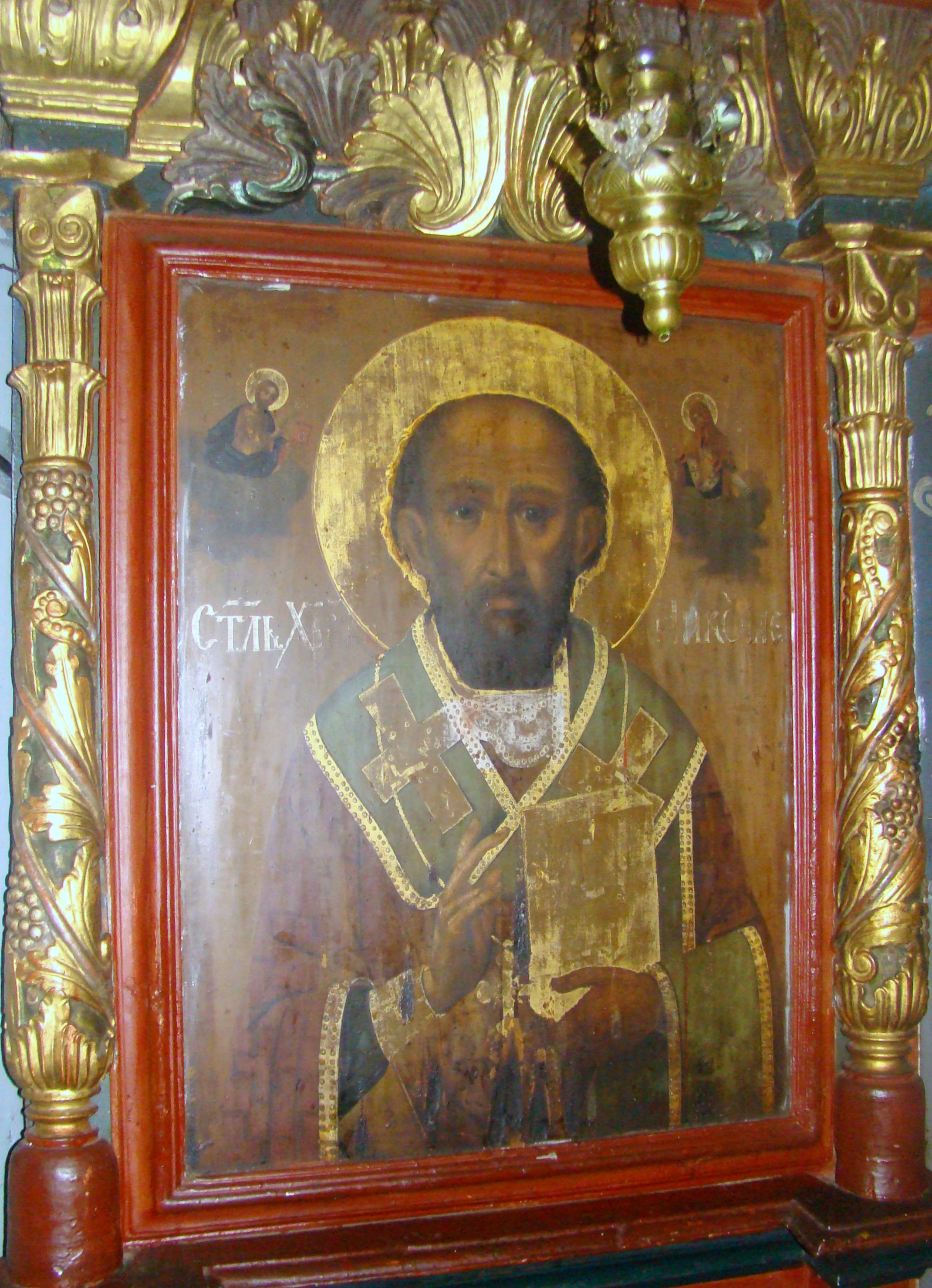
Sfântul Nicolae

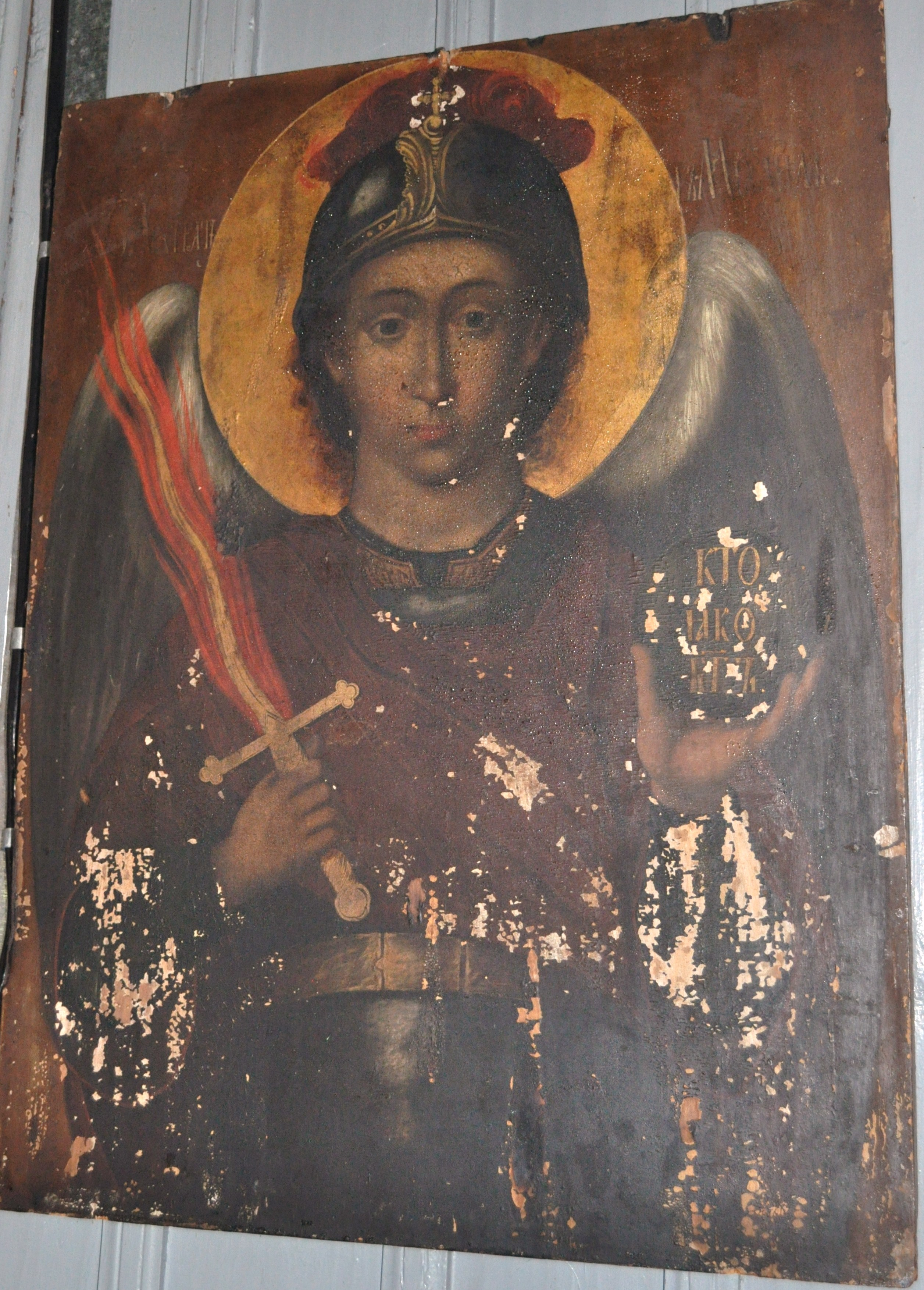
Arhanghelul Mihail

Biserica de lemn din Schitul Valea Neagră, comuna Nistoresti, județul Vrancea a fost ridicată în anul 1755. Ansamblul Schitului „Valea Neagră" figurează pe Lista Monumentelor Istorice din anul 2010 cu codul VN-II-a-A-06562.

## Istoric și trăsături
Mănăstirea Valea Neagră se află în satul omonim, comuna Nistorești, judetul Vrancea, fiind o mănăstire cu obște de maici. Schitul Valea Neagră, monument istoric național, a fost ctitorit de către părintele Maftei din satul Spinești, în anul 1755. Mănăstirea are în componența sa biserica de lemn „Adormirea Maicii Domnului", monument istoric, și turnul clopotniță, ambele fiind incluse pe lista monumentelor de arhitectură.
Elementul simbol al vieții monahale vrâncene, Schitul Valea Neagră este cunoscut și sub denumirea de Schitul Vrancea sau Vrânceanului, supranume
luat încă de la înființare de către toți călugării ce veneau din exteriorul Vrancei. Sub acest nume - „Kloster Wrantchanului” apare și consemnat pe o hartă a Moldovei datată 1790.
Așa cum observăm și din documentul de mai jos schitul apare ca o ctitorie apreotului Maftei din Spinești, iar dintr-un alt document acesta are ca sprijin întreaga obște din Vrancea și un anume Asanache Panfile din Odobești. Iată primul document: „Adec eu, preot Mafteiu ot Spinești, dat-am adevărat zapis meu la mâna Gavrileștilor, anume Ioan i Toader Irimie i Dumitrașcu i Gavrilă, Io [a] na sora lor ot Spinești precum avându și o parte și de (sic) moșie peste Valea Niagră, în Poduri, ce se chiamă parte Gavrileștilor, mi-au dat-o ca săfac un sfânt schit, care s’au și făcut cu [a] jutor lui Dumnezeu. Dec[i] mergându ei împreună cu toți ș’au hotărât moșie și au găsit dospreci fălci. Deci cerându e, preotu Mafteiu, ace moșie ca să- mi de danie dum [nealor], mi-au răspunsu că n’or pute da danie că’s frați mulți iar do[uă] fălci om da danie cum li-au și dat, iar ziece fălci să ne de moșie pentru moșie; dec[i] eu preotu Mafteiu m’am apucat că le o-i da moșie pentru moșie și găsindu eu preot Mafteiu șasă fălci la Țirdești făcându-le vânzătoare doo fălci mi-au dat danie, iar patru li- am cumpărat cu patru lei iar și zapisuarată, car moșie iaste la
Brad lui Șerban. Tij am mai dat doo fălci în Măgur la Budăiu, ce să chiam parte Ciorneeștilor, cum ara [tă] și zapis. A mai dat o falce pol în Hrejde, cumpărătur dla Draghiș, cum arată și zapis. O falce am mai cumpărat dela Gavrilăbrat lor tale [sic!]do, cum arată și zapis. 7265, Apr.29.și pentru credința m’am și iscălit.Irei Mafteiu”
Ca și independența Vrancei arhaice, Schitul de la Valea Neagră nu depindea administrativ sau sub alte atribute de vreo organizație de nivel național. Acest schit era creat după chipul și asemănarea Vrancei, fiind sub directa administrare a Sfatului Vrancei și doar în unele probleme strict religioase era consultată Episcopia Romanului, „schitul Vrancei având astfel un statut unic în istoria monahismului românesc”. „Evident că în republica Vrancei schitul de la Valea Neagră nu putea să aibă decât un statut pe măsura principiilor autonomiei ce guvernau viața economică și socială a întregului ținut.”  Aceste atribute ale schitului, pe care le-am expus, le întâlnim într-un înscris denumit „Act de ctitorie al schitului de la Valea Neagră” și datat 1846 februar 1, la
punctele 4 și 5:
„4-le. D-lor epitropi vor avea tot dreptul și voe din partea nostră a căutaoriunde nacealnic pentru sfântul schit, pe care având purtări bune va putearămâne și pe viață, iar blagosloveniiea duhovnicească sâ va cunoaște a sâ lua.
5 –le. Nici cum vor fi putincioși d – lor epitropi a spune opștescul nostru schit supt vreo eparhialnică episcopie arhierească sau monastire mai mare, cu ascultarea celor politicești sau duhovnicești privitoare cătră interesuri sau oricum nu au dreptul a –l supune.”...
În statistica din 1809 a Eparhiei Romanului, Schitul Valea Neagră nu apare, dar într-o scrisoare din 17 iulie 1844, a episcopului Meletie către protoieria ținutului Putna, arată ca ctitorii Schitului Valea Neagră cer să se facă alegere de stareț.
În anul 1936, Eparhia Romanului, care avea pe atunci 13 schituri, menționează în statistică și Schitul Valea Neagră. În anul 1952 schitul este transformat în mănăstire pentru maici, fiind populat cu 9 maici de la Mănăstirea Trotoșanu, printre care și maica Petronia Ciornea. Ca preot slujitor a rămas călugărul Nicodim Andrei de la schit.
Ansamblul monastic a avut mult de suferit din cauza regimului ateu. Devenit după ultimul război schit de maici, acestea sunt alungate iar așezământul trece în administrarea primăriei Nistoresti. Reaua credință și proasta gospodărire vor lăsa urme greu de șters în incinta așezământului: prăbușirea arhondaricului, șubrezirea clopotniței, starea precară a caselor - chilii, distrugerea grajdurilor și a împrejmuirilor.
Mănăstirea Valea Neagră a fost desființată în anul 1960, in urma decretului 410/1959, biserica trecând la parohia din satul Herăstrău, ca biserică de mir. Abia peste 8 ani, în anul 1968, aici se va întoarce maica Petronia Ciornea. În continuare, obștea a crescut la cinci viețuitoare, stareță devenind maica Petronia care, datorită vârstei înaintate, cedează după anul 1993 conducerea.
Biserica mănăstirii poartă hramurile „Adormirea Maicii Domnului" și „Pogorârea Sfântului Duh". Biserica este o construcție din lemn pe fundație din bolovani de piatră legați cu ciment. Aceasta are formă de navă, fără turlă. Spațiul din interior este compartimentat în altar, naos, pronaos și pridvor închis.
Sfântul Altar este luminat de o fereastră mare la est și una mică la proscomidiar, spre nord. Catapeteasma din lemn de tei, poleită cu bronz, este pictată de un anonim. Pereții bisericii nu au pictură, locul ei fiind luat de mai multe icoane din lemn.
Sistemul de boltire, în strânsă legătură cu concepția spațială a bisericii corabie, pune în valoare tâmpla monumentală din lemn sculptat și aurit, adevărată capodoperă a artei din epoca post-brâncovenească.
Biserica nu are decorații în interior-tocmai pentru a pune în evidență catapeteasma sculptată în lemn. În cadrul ansamblului se disting ușile împărătești, pictura icoanelor lucrate în culori vii, bine executate portretistic.
Icoana Sfintei, reprezentând-o pe Maica Domnului și pruncul Iisus este o ilustrare a îmbinării iconografice ale Hodighitriei și Eleusei. Deși cronologic aparține aceleiași perioade cu iconostasul, expresia tristă, combinată cu tandrețea de pe chipul Mariei indică opera unui alt meșter, activ probabil la Poiana Mărului, de unde tradiția spune că au purtat-o până la Valea Neagră primii călugări stabiliți aici. 
Naosul, mult mai spațios decât pronaosul, primește lumina de la o fereastră din sud și o alta din nord. Acesta se separă de pronaos printr-un perete din scândură care coboară de la boltă până la aproape trei metri de pardoseală și prin cei doi stâlpi laterali cuprinși în zid. 
Pronaosul bisericii are numai o fereastră pe zidul din sud. Pridvorul are câte o fereastră la sud și nord și câte una de o parte și alta a ușii. Toate ferestrele din biserică sunt din lemn, duble, dreptunghiulare, peste ele suprapunându-se ferestre mici, terminate în arc. Între ferestre sunt grilaje metalice. 
Ușa de intrare, fixată în peretele din vest, este din lemn de brad, cu grilaj metalic la exterior. Din pridvor în pronaos se intră pe o ușă de brad într-un canat, cu geam în partea superioară. Pereții, în interior și exterior, sunt căptușiți cu scândură de brad vopsită. Pardoseala este de brad, iar biserica este acoperita cu șindrilă.
Mai jos de biserică se profilează turnul-clopotniță cu cele trei etaje din lemn, cu deschideri pe toate laturile. Etajul turnului este amplasat peste parterul din piatră de râu, în care se accede printr-o deschidere încununată de o arcadă semicirculară spre est.
Clădirea pentru stăreție este construită la 20 de metri în fața pridvorului, fiind acoperită cu șindrilă. La 20 de metri sud de biserică sunt alte trei mici clădiri: case țărănești acoperite cu șindrilă. La nord-est de biserică este o mică clădire pentru chilii, iar la nord de aceasta este clădirea nouă din lemn, numai parter cu cerdac, acoperită cu tablă zincată. În această clădire sunt chilii, trapeza, bucătăria si camere pentru credincioșii care înopteaza la mănăstire.

## Imagini din exterior

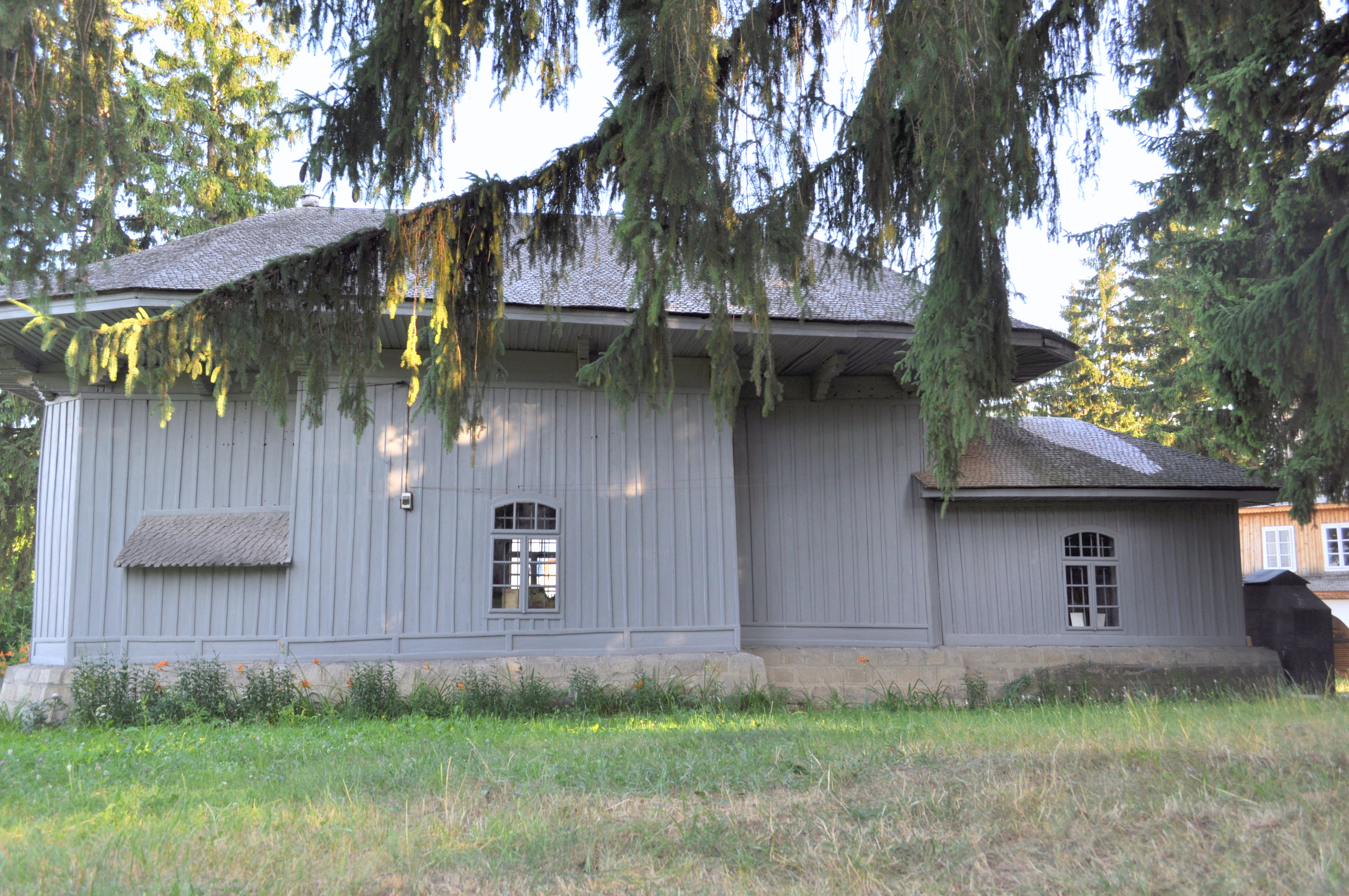
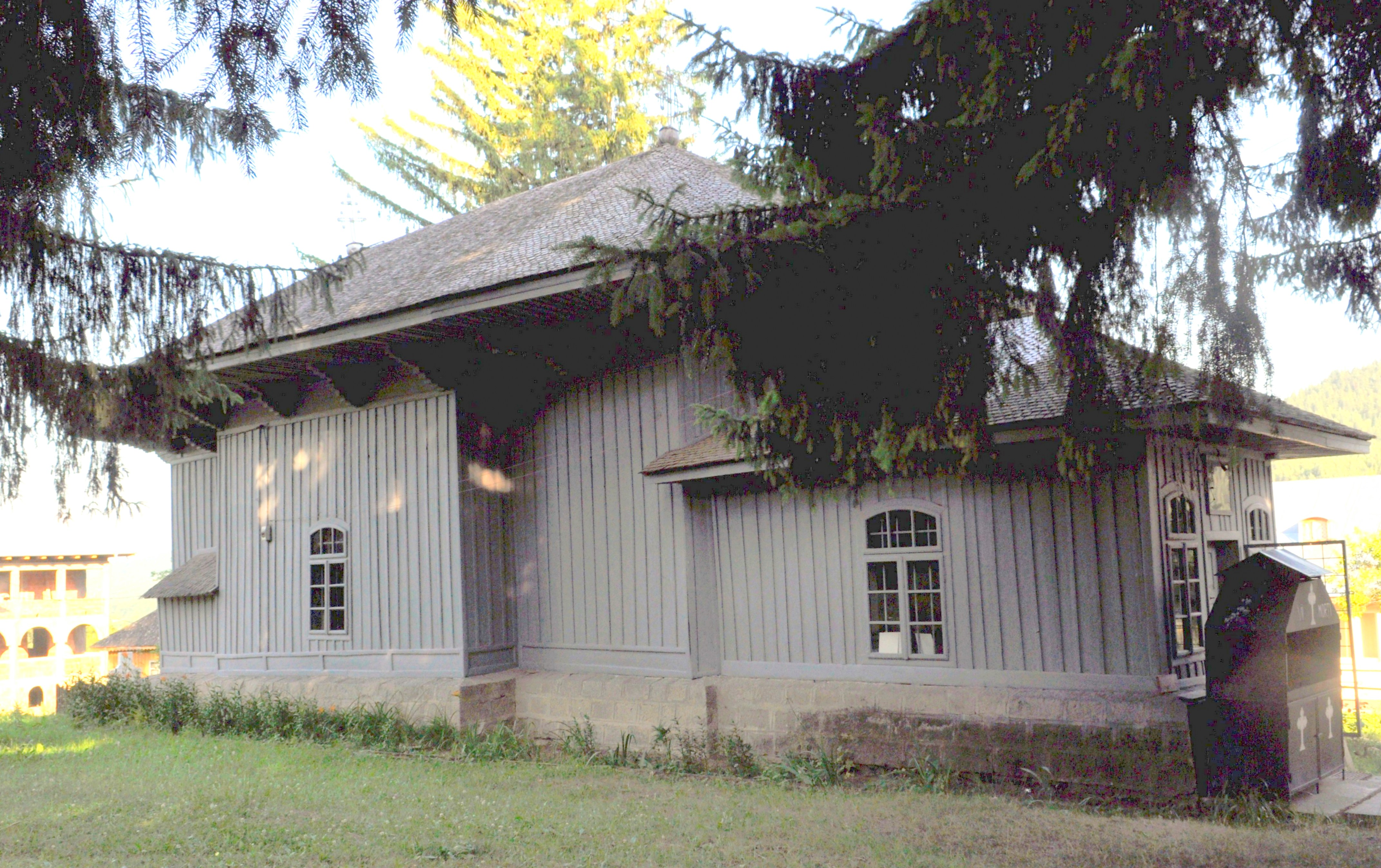
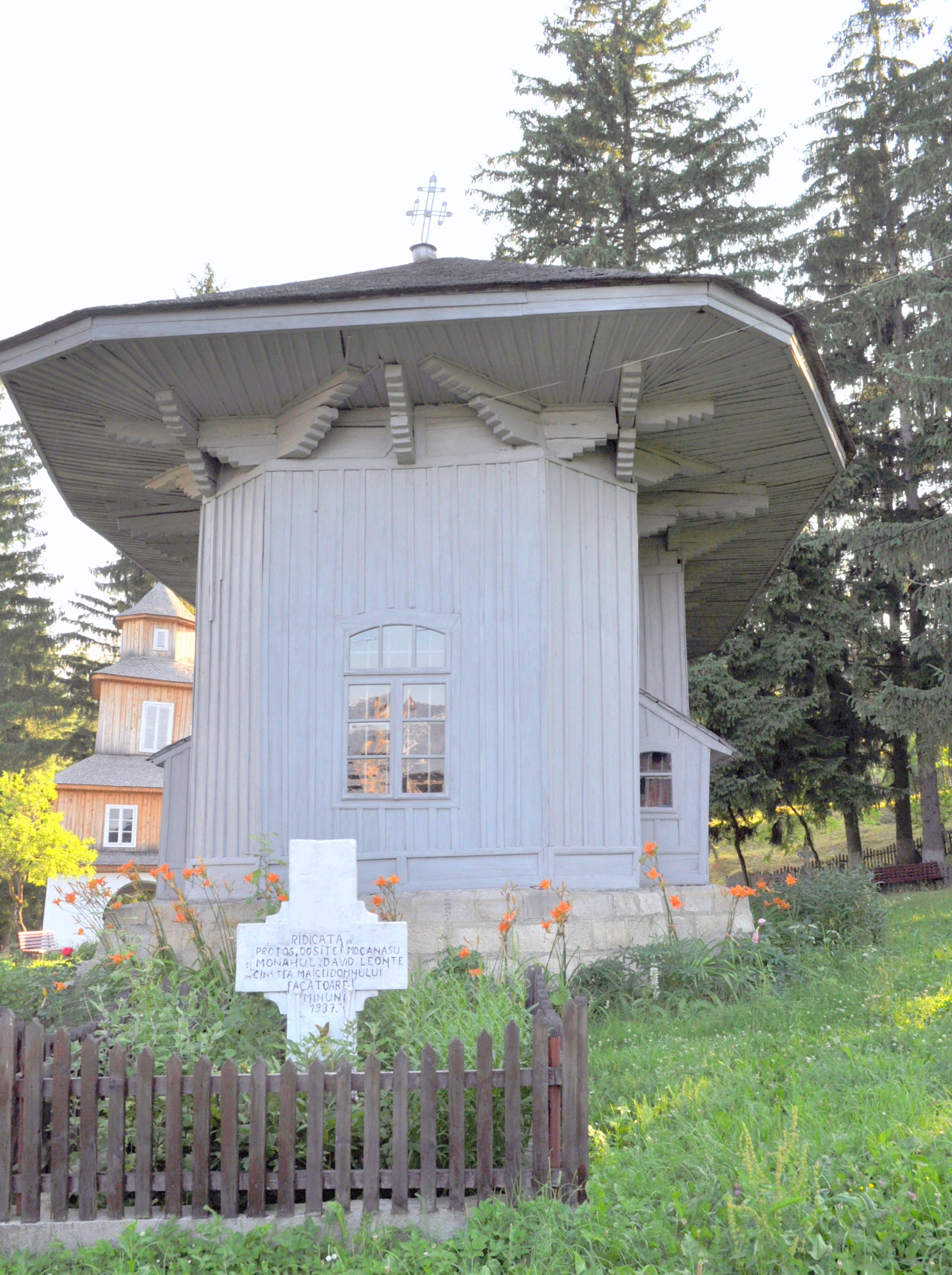
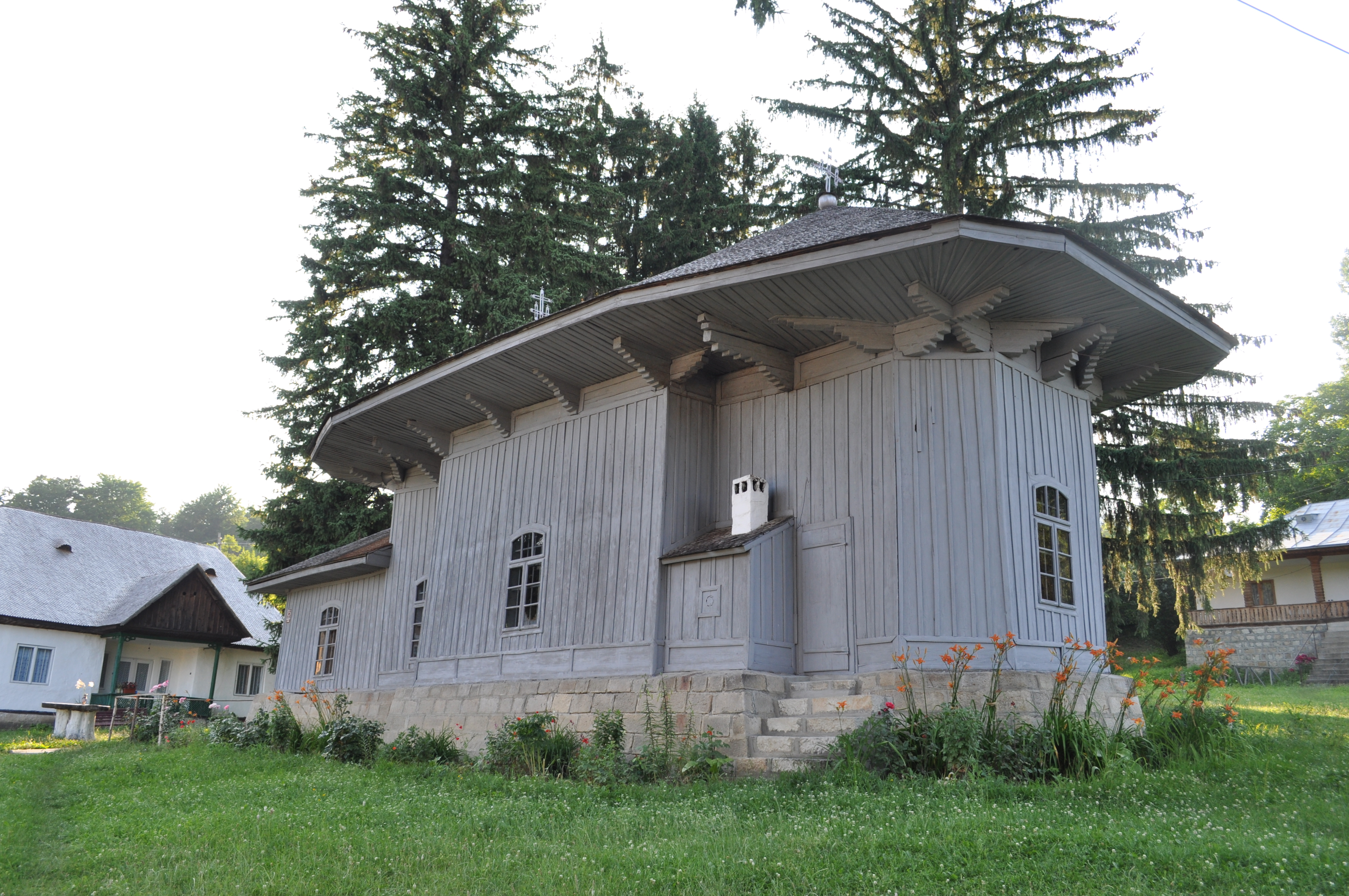
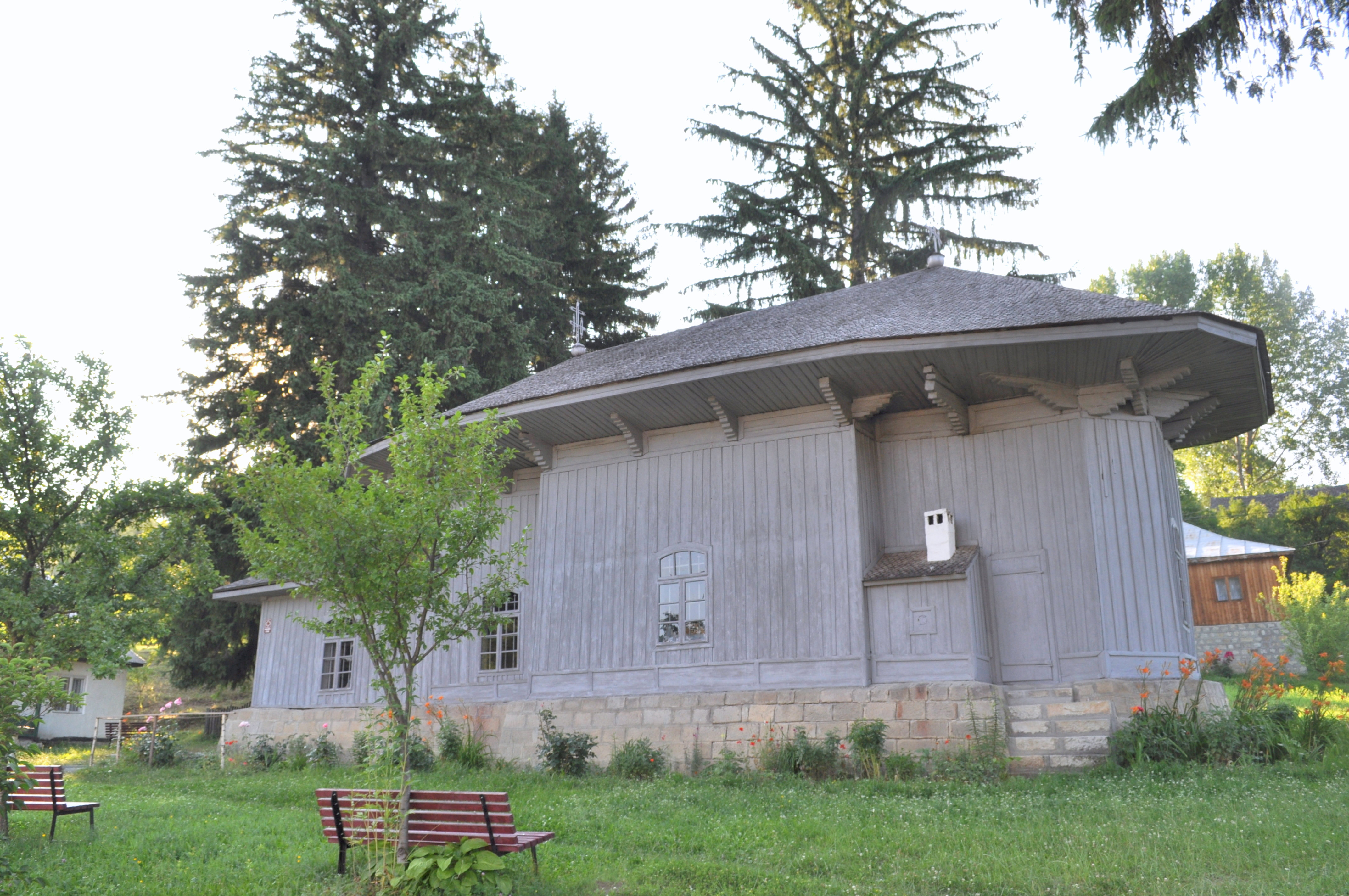

## Imagini din interior

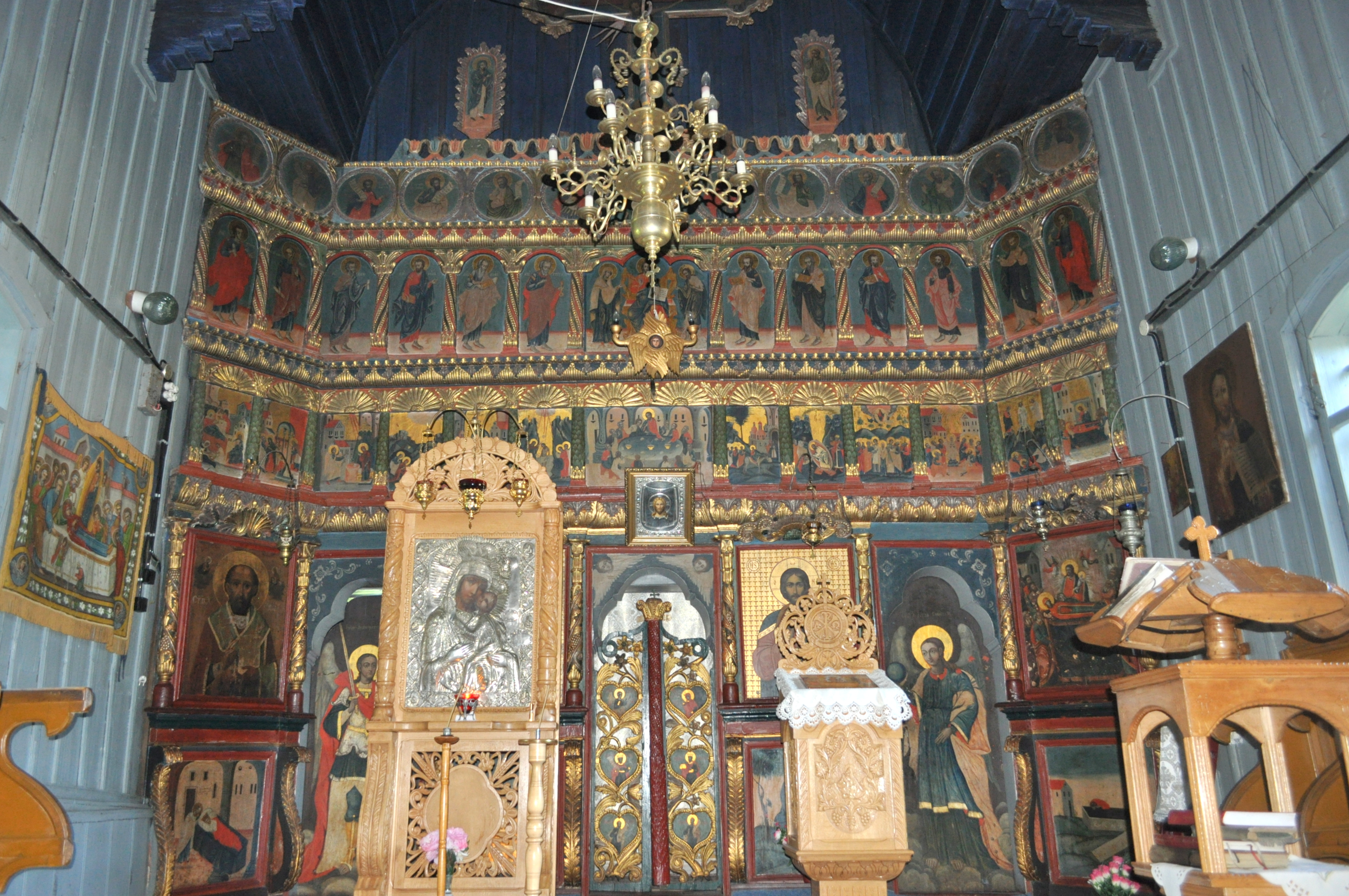
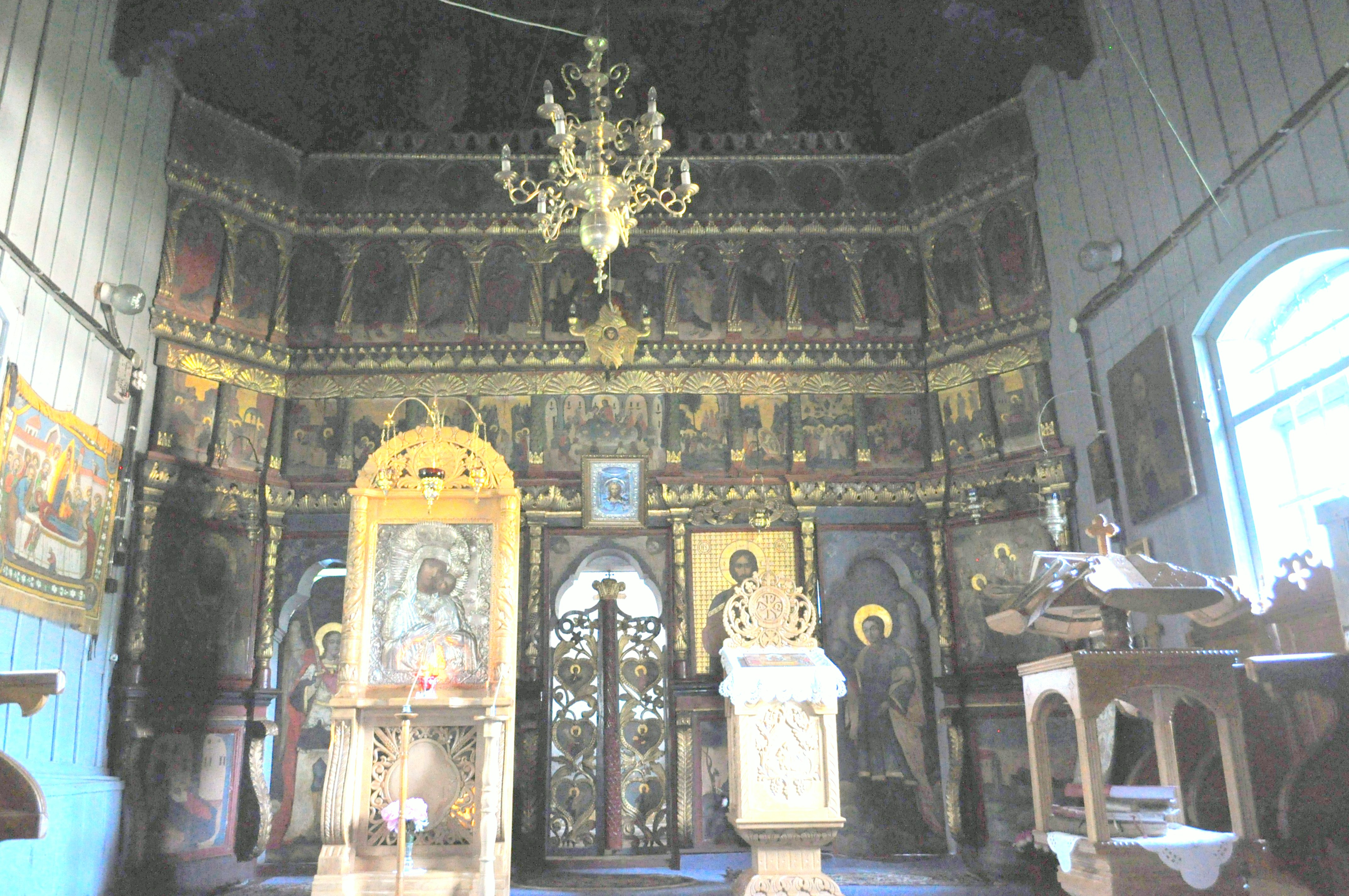
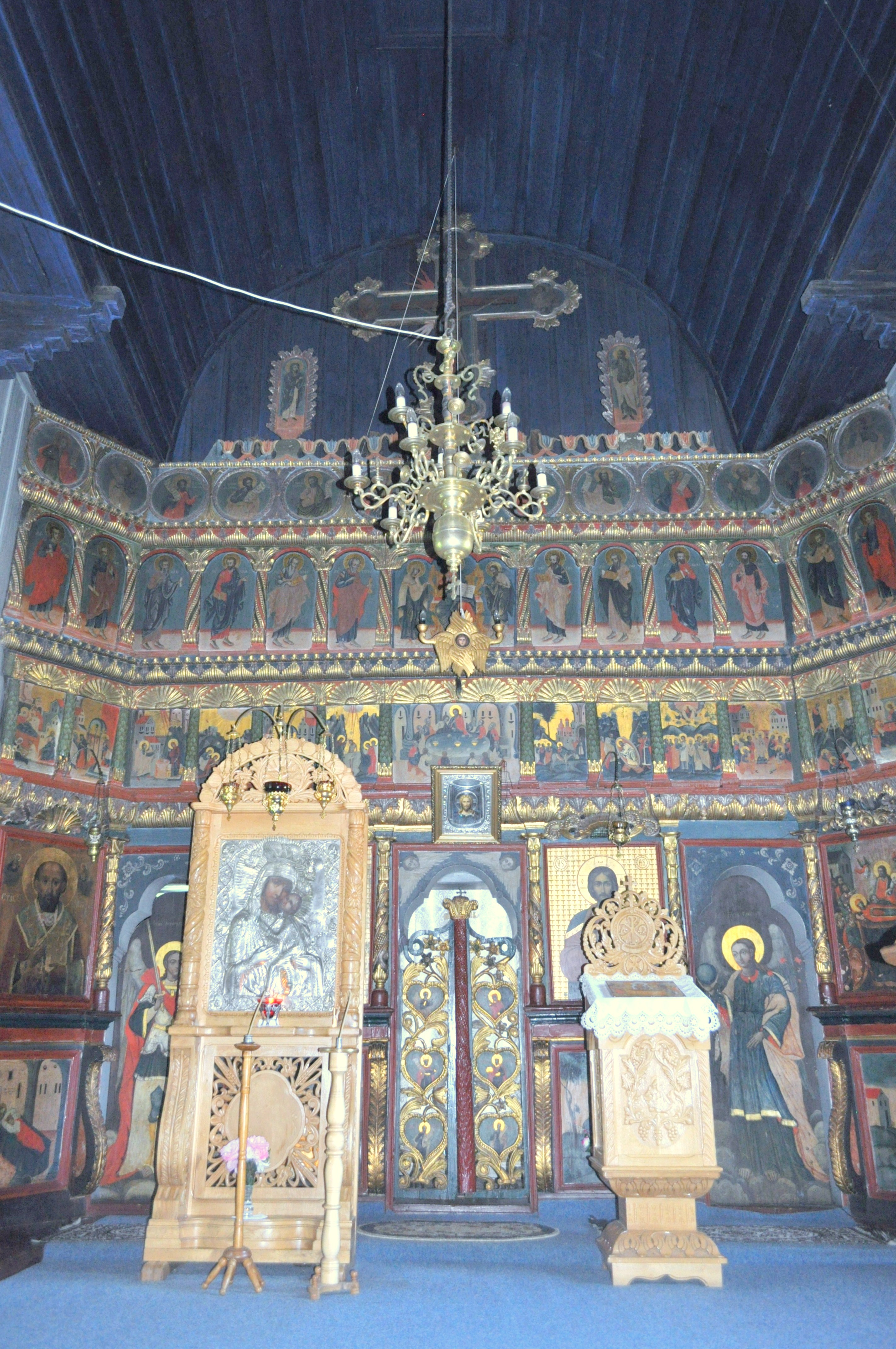
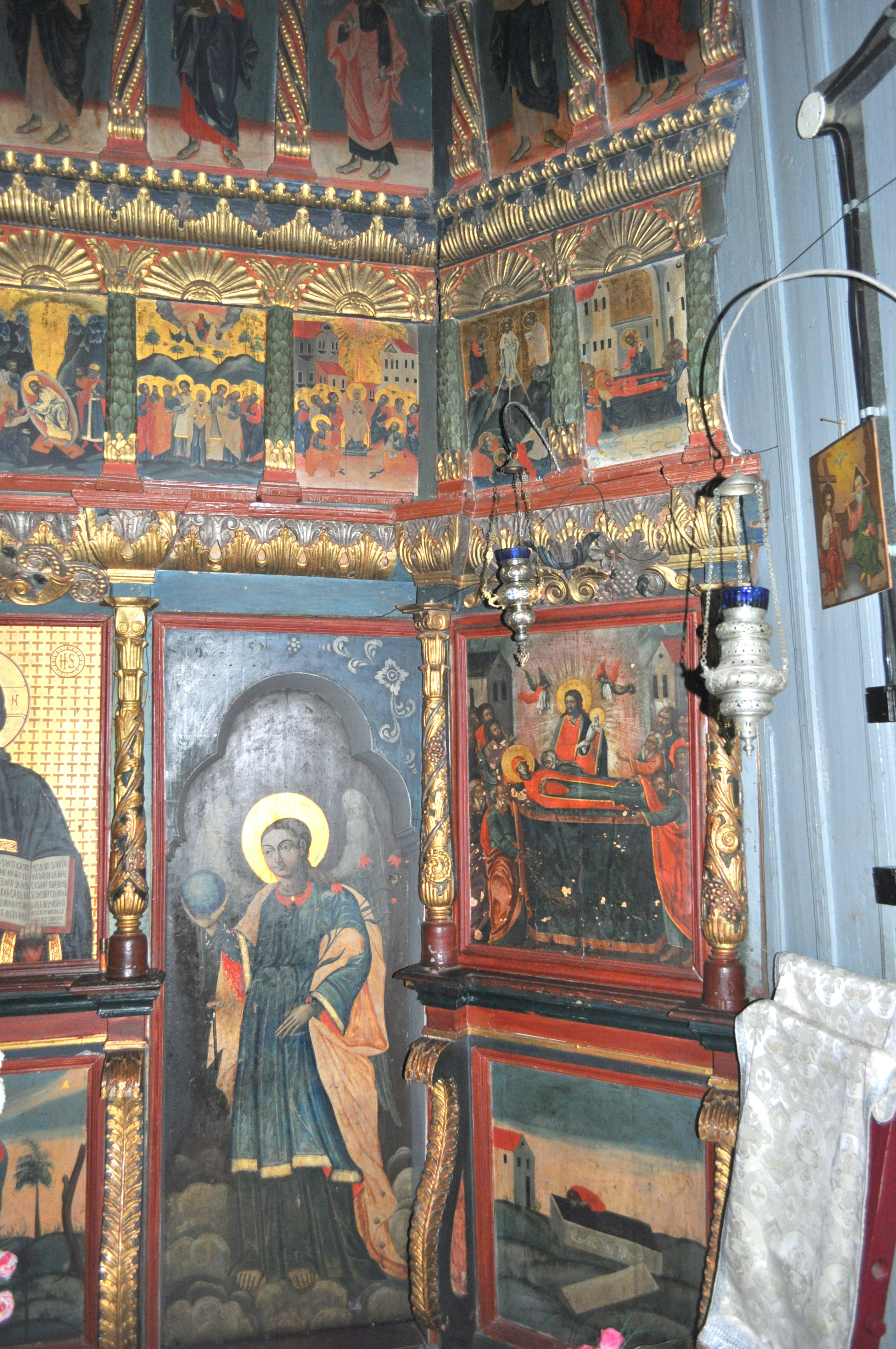
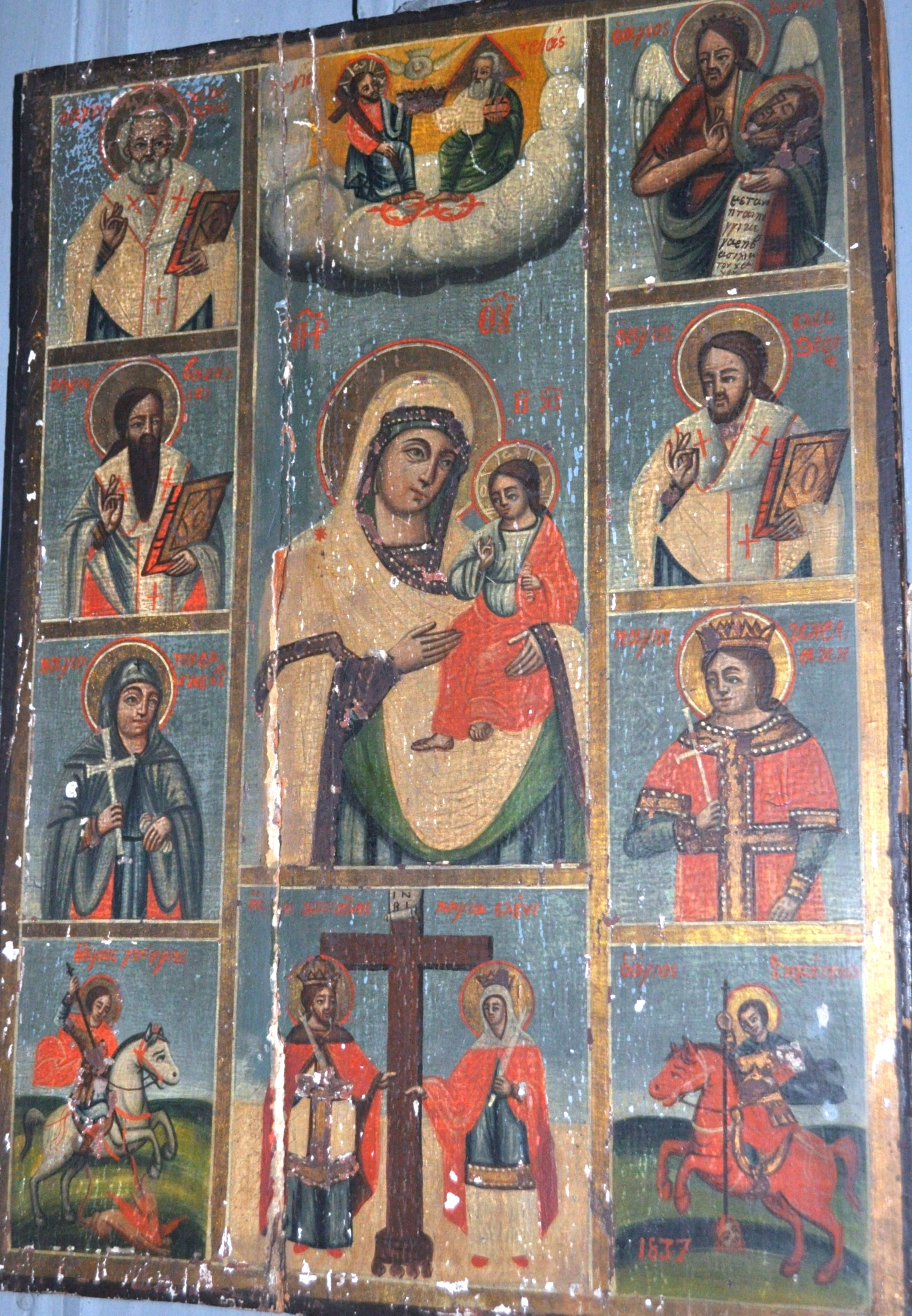
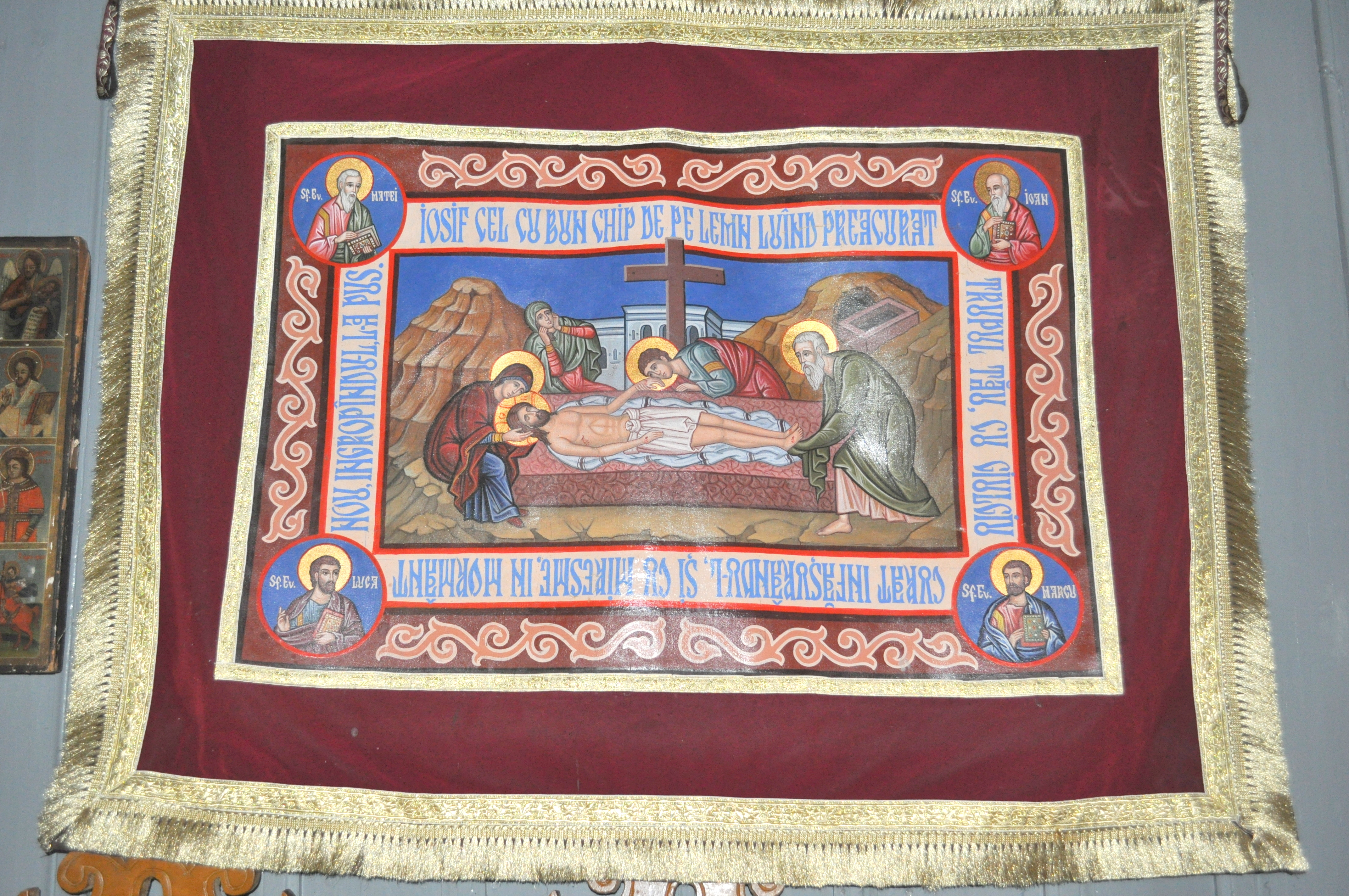
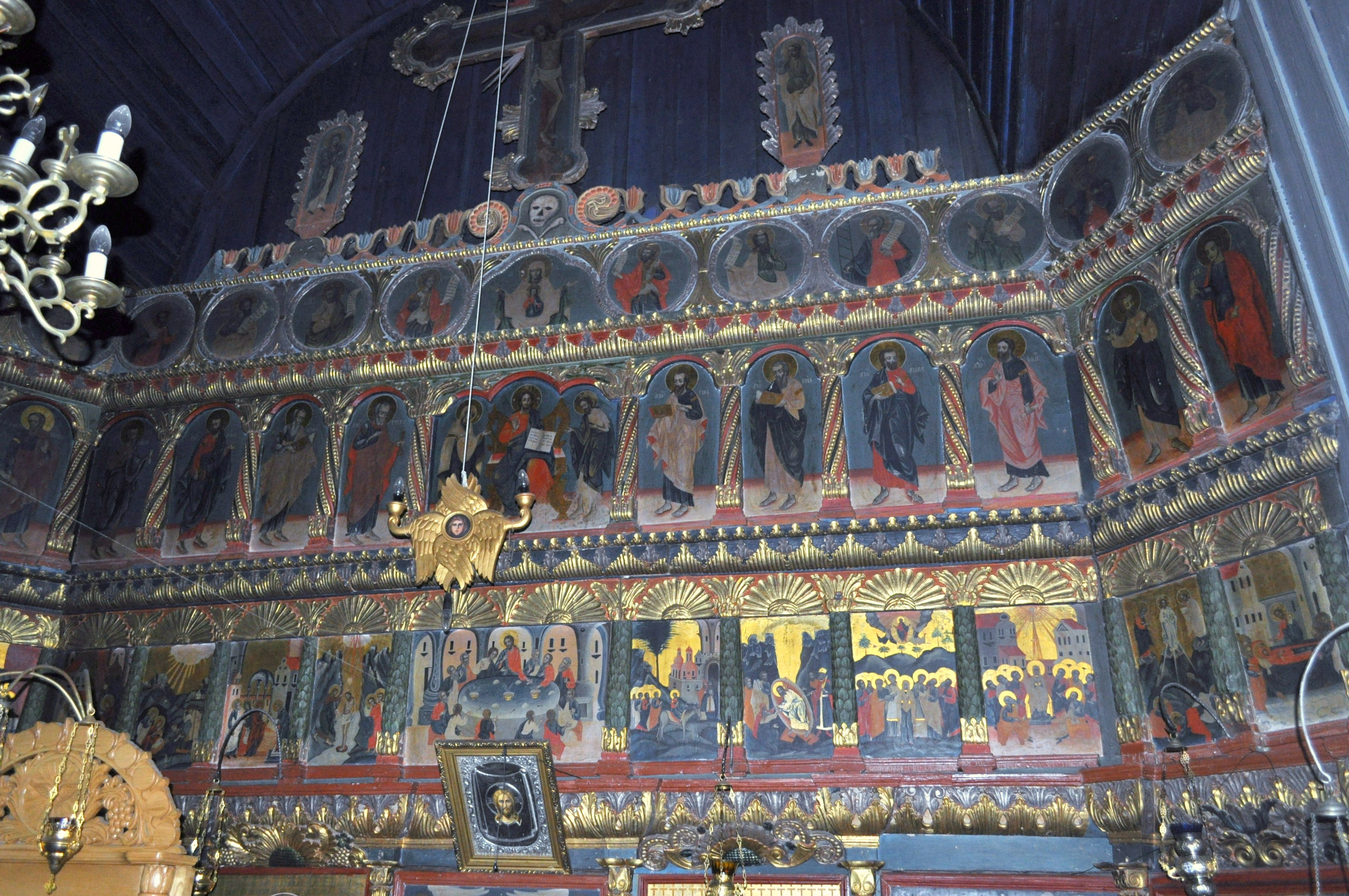
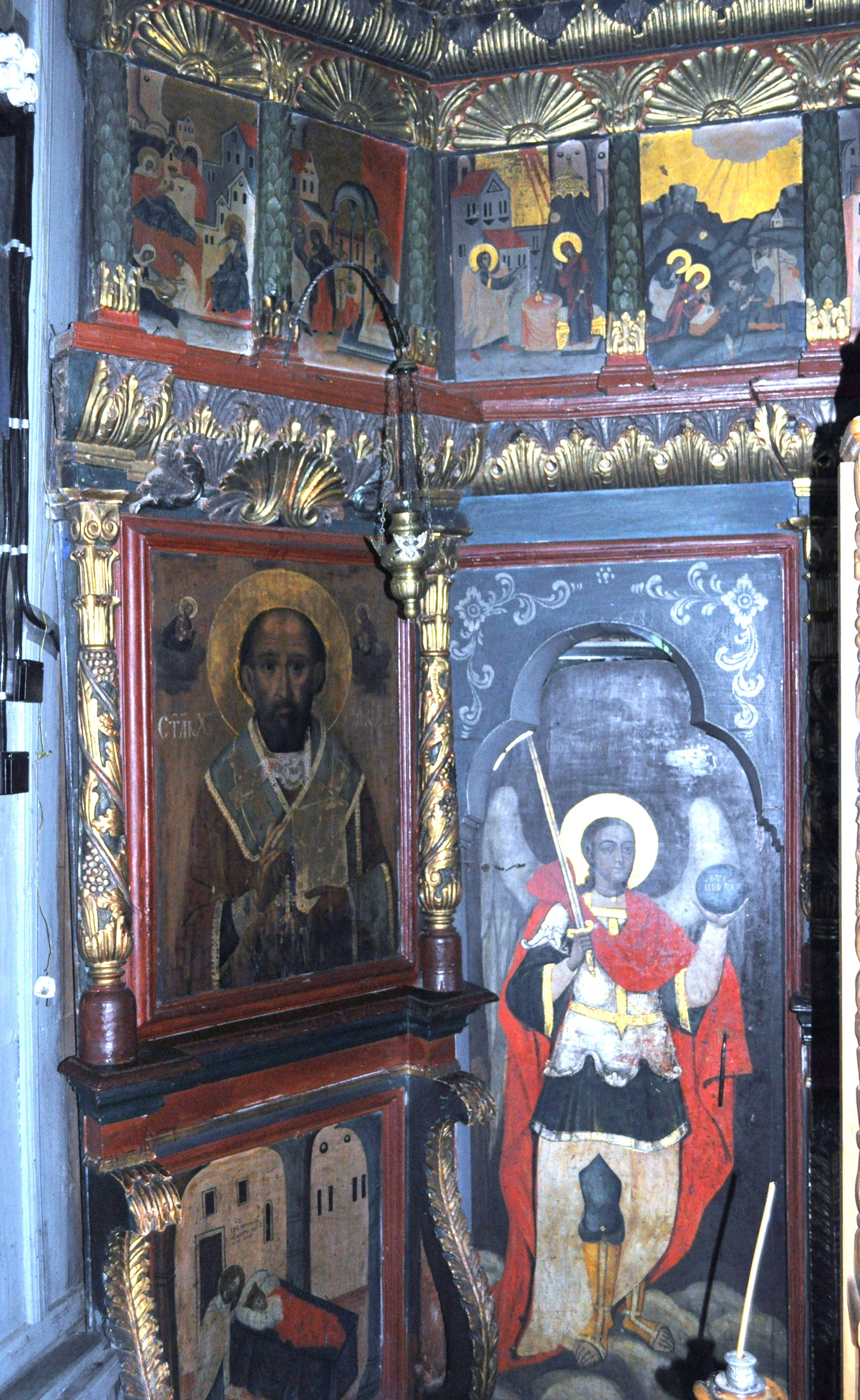
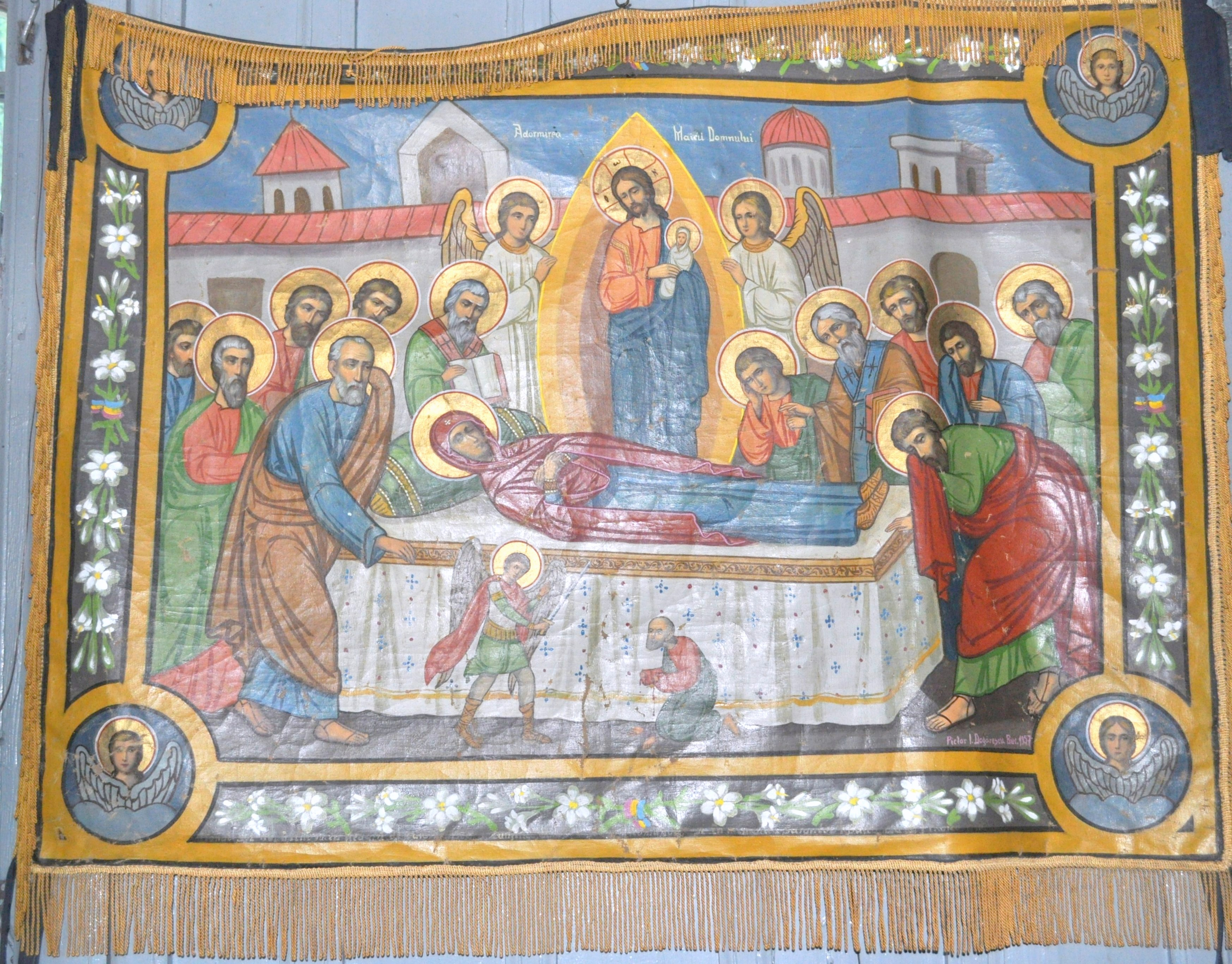
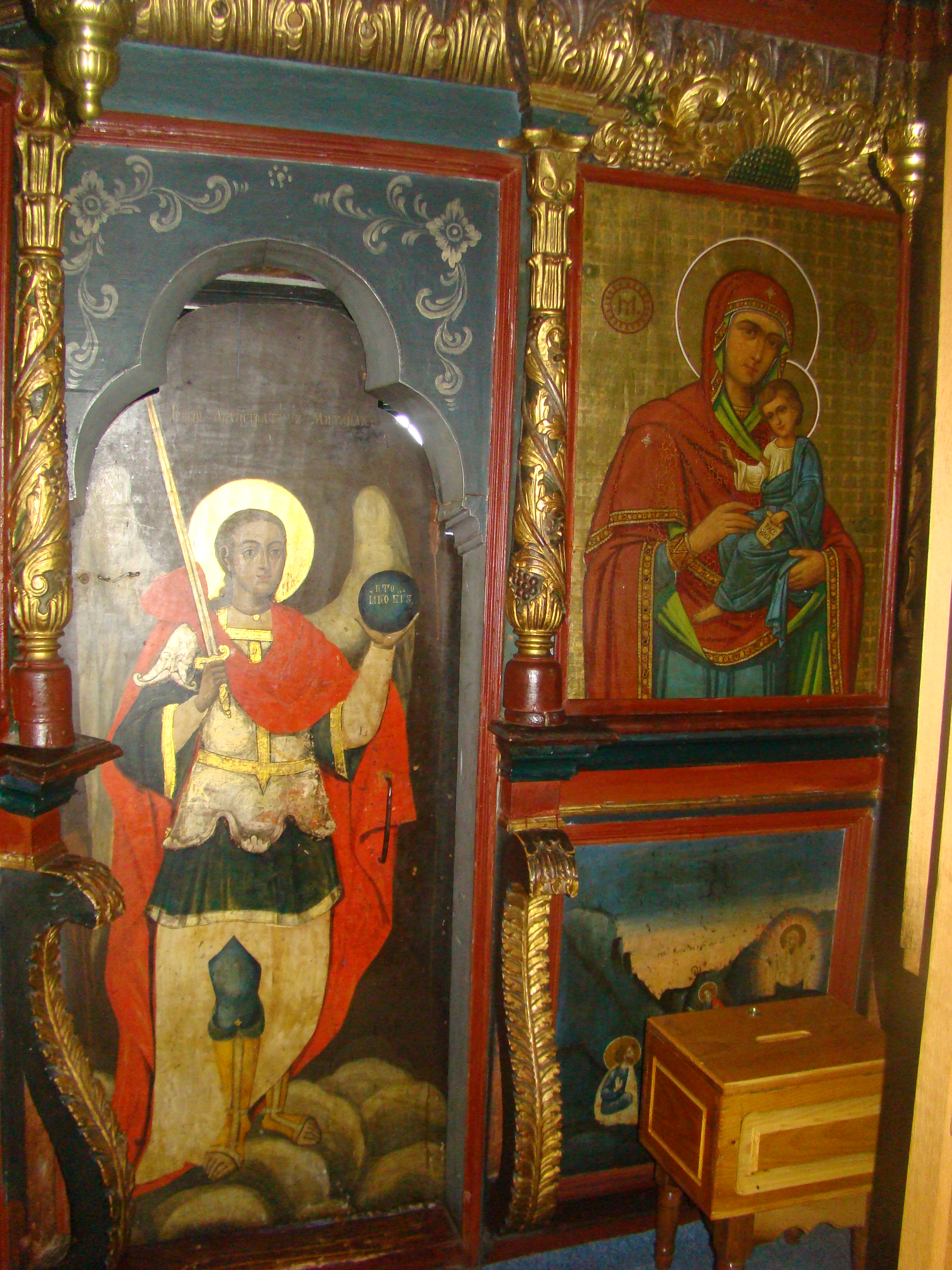
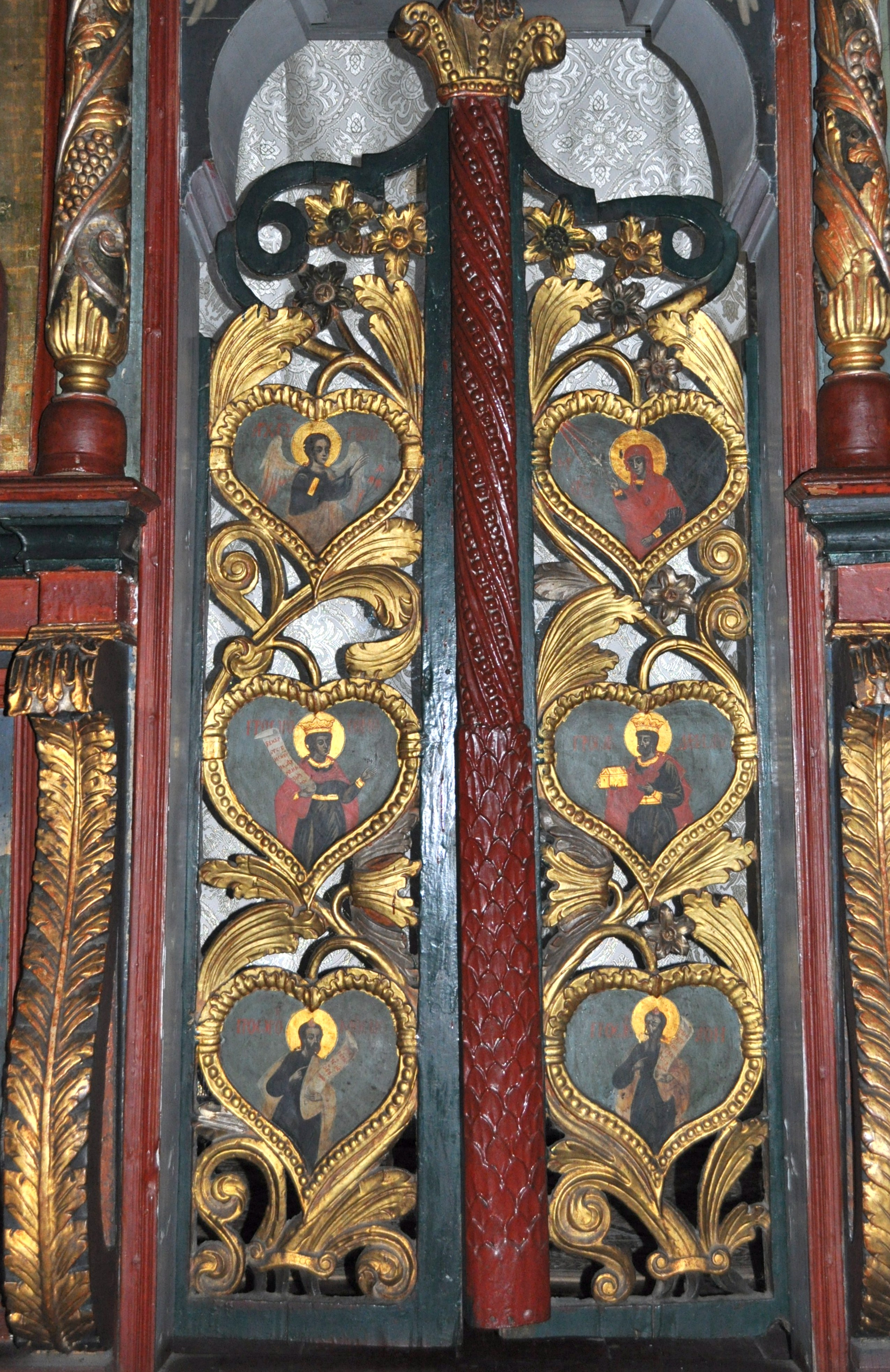
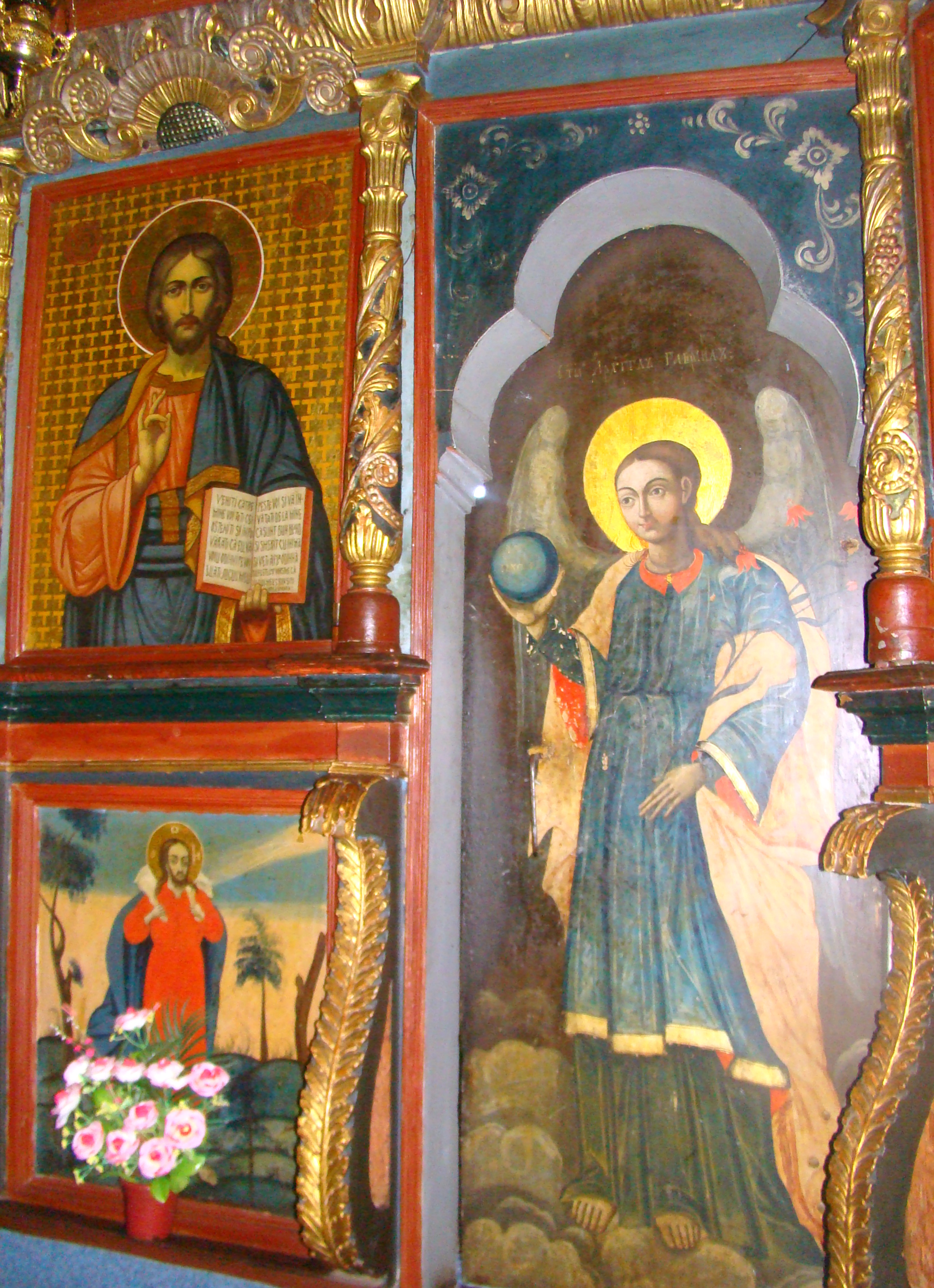
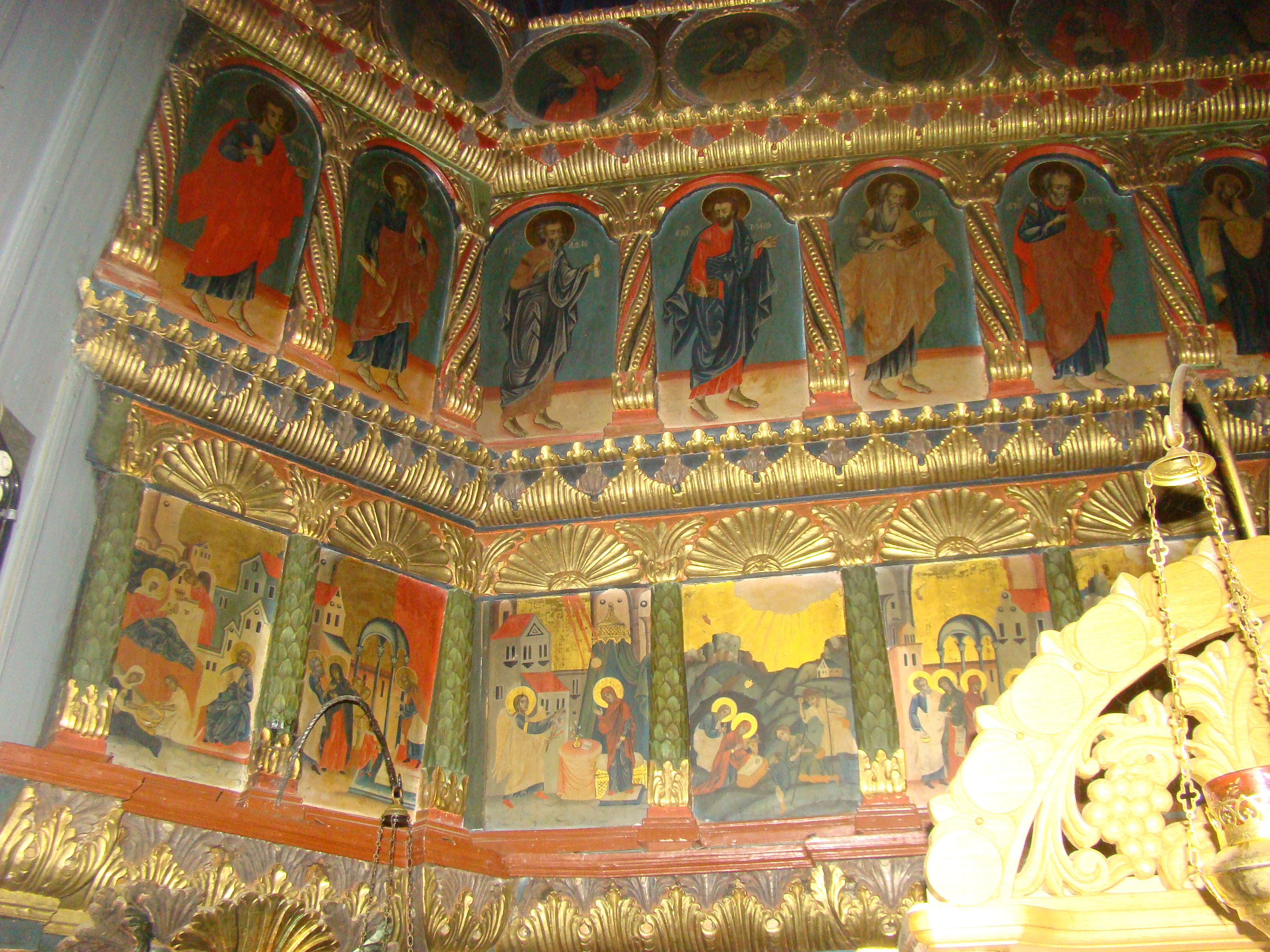
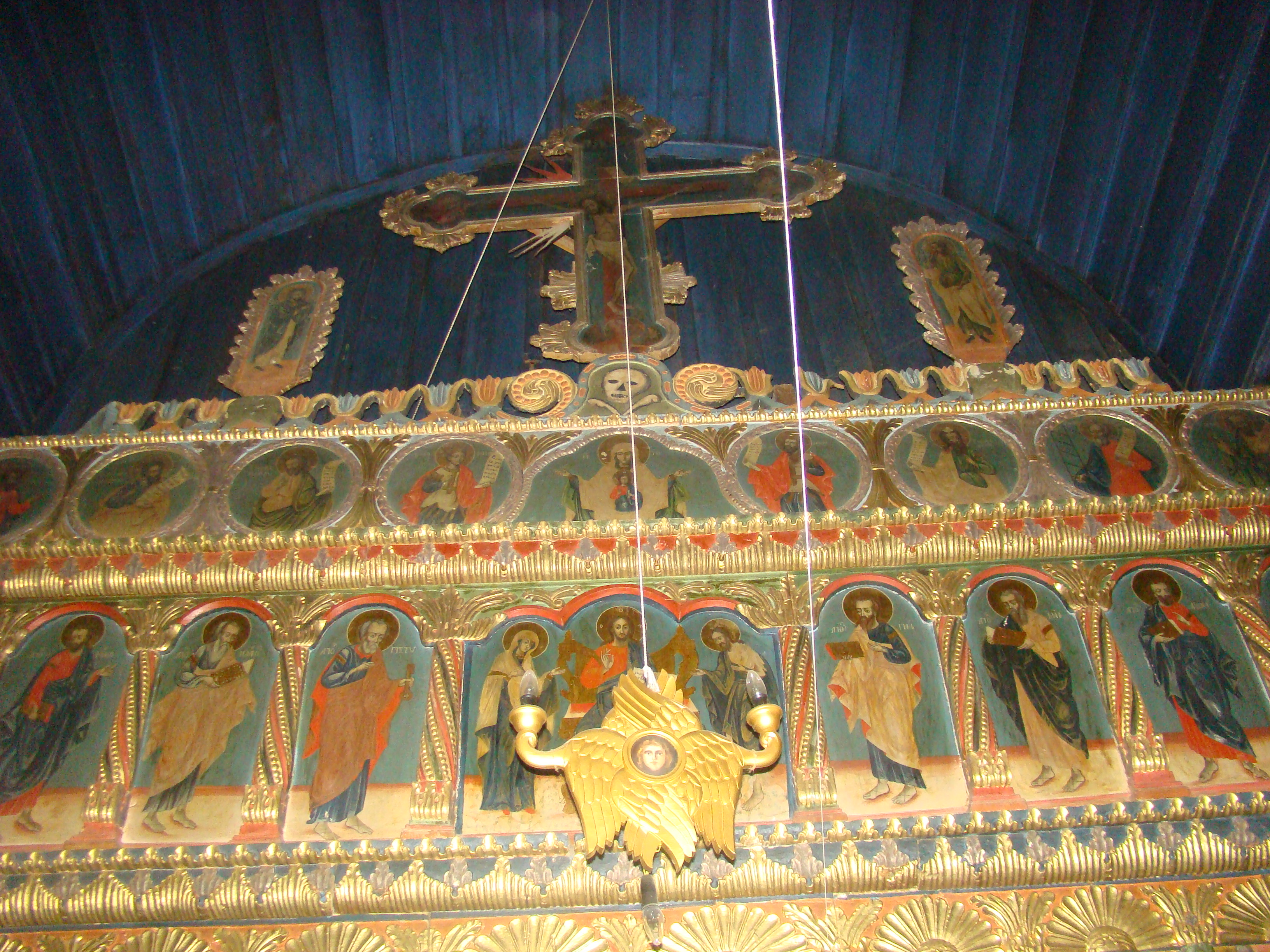
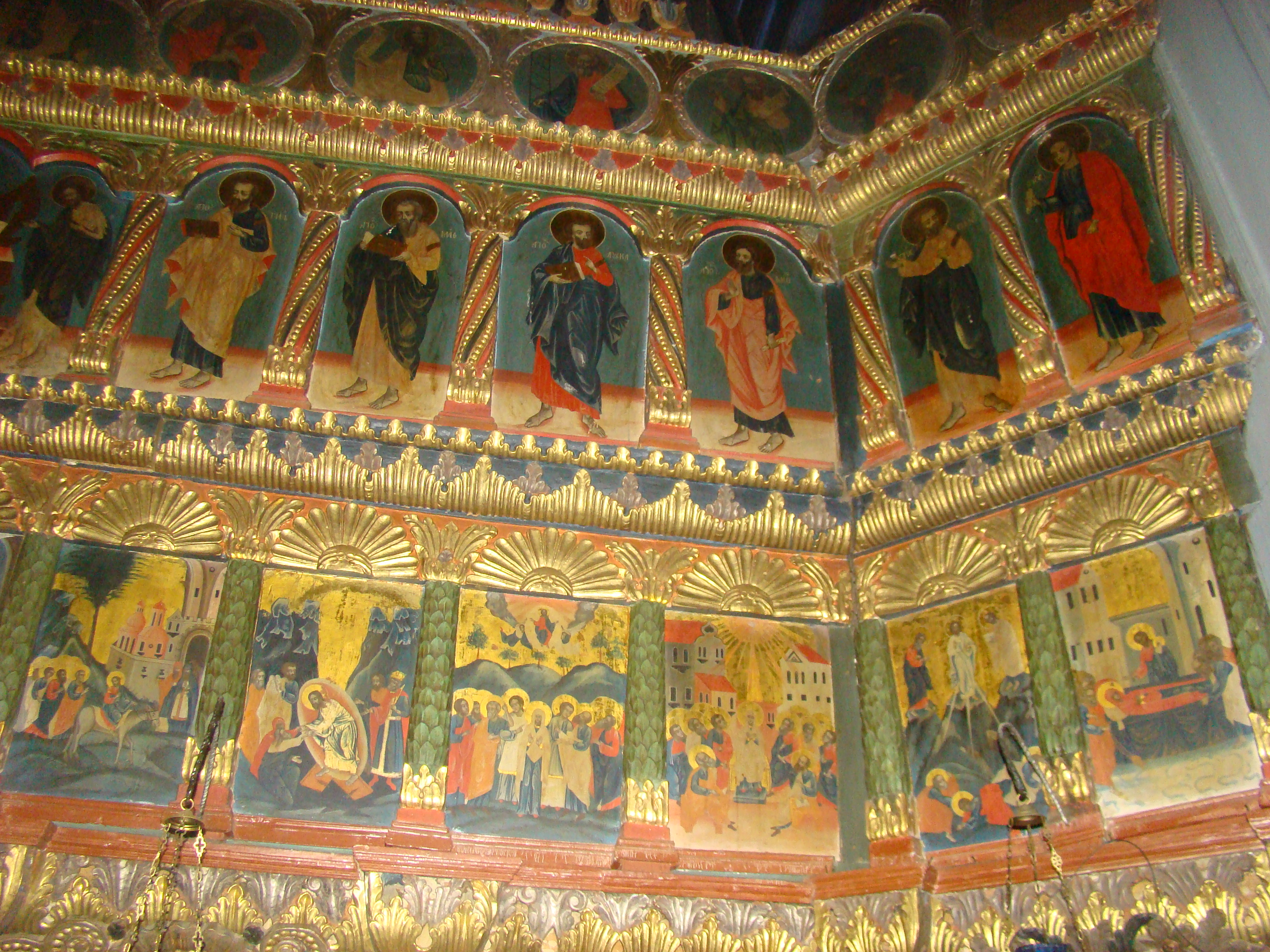
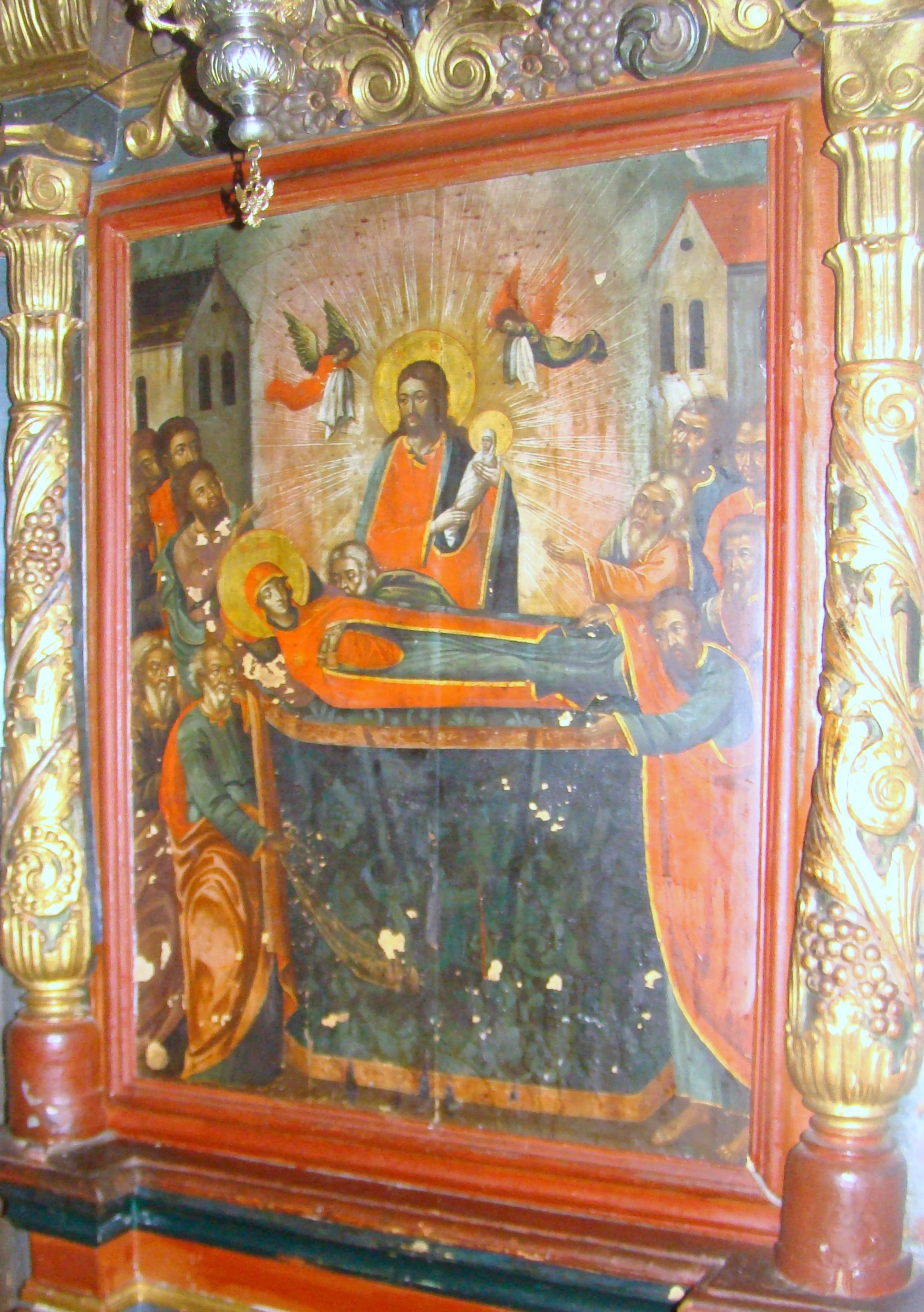
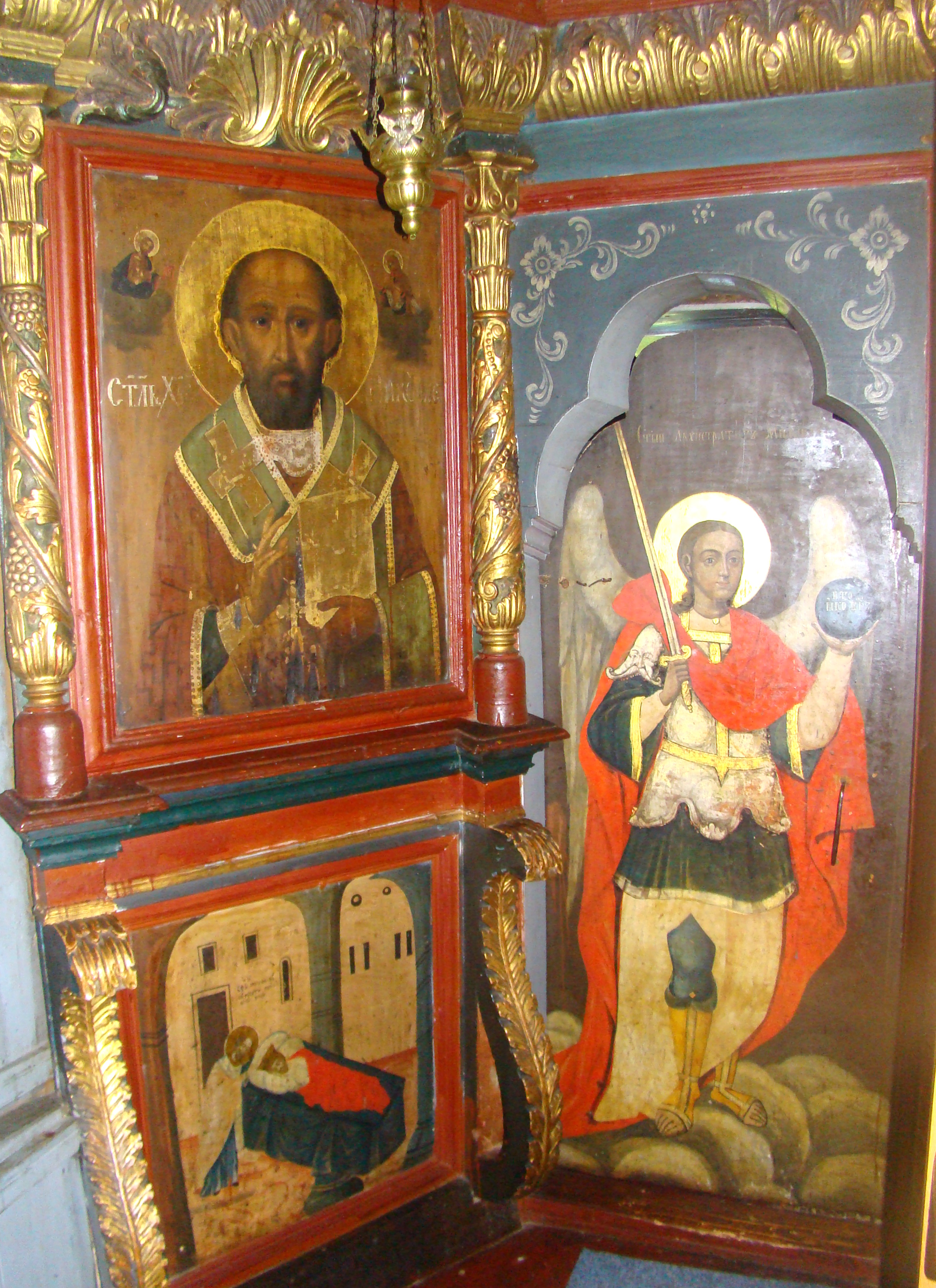
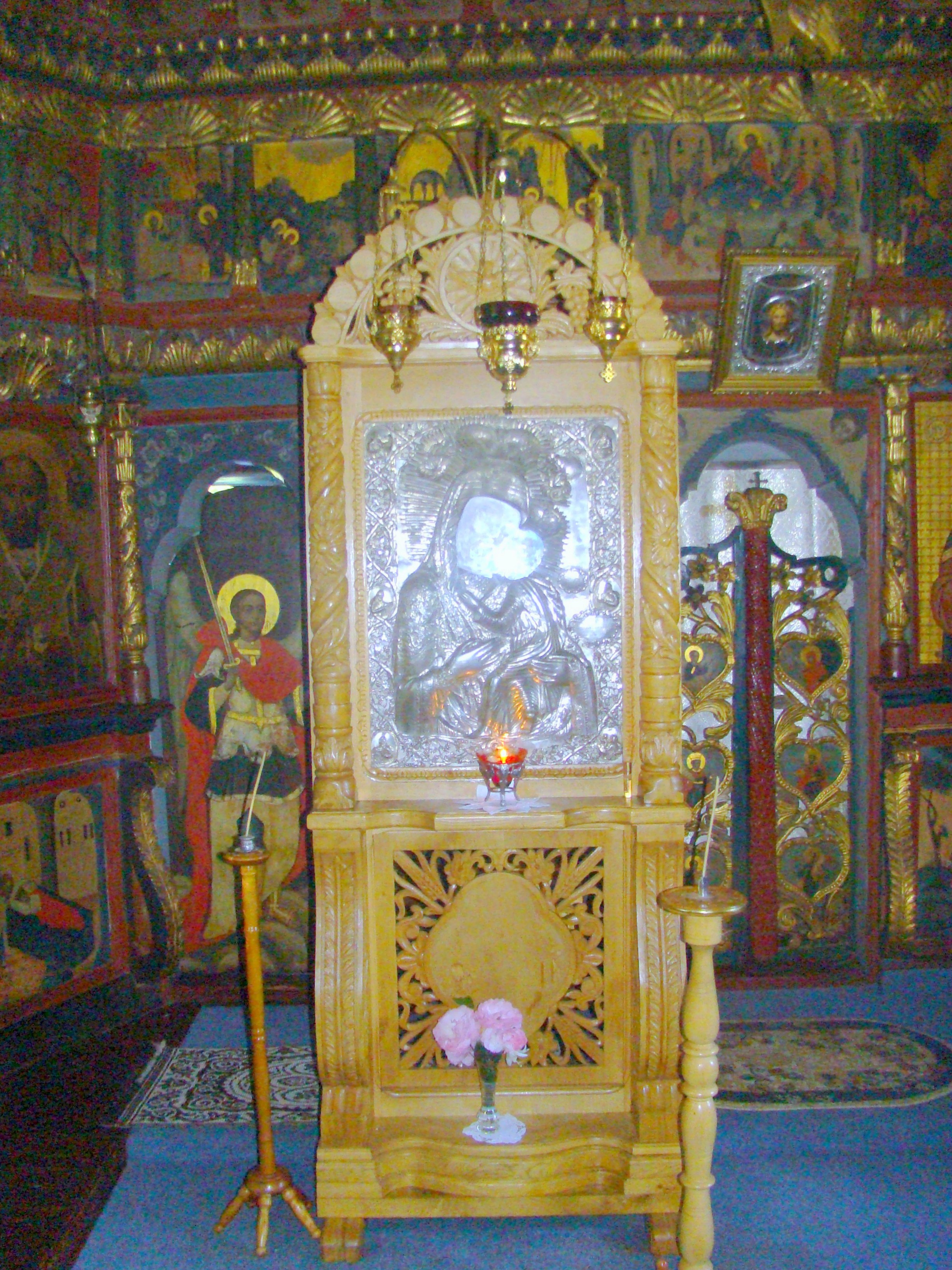